# Soifs (cycle littéraire)
Soifs est un cycle romanesque de Marie-Claire Blais comprenant dix volumes parus entre 1995 et 2018. Son nom est également celui du premier volume de la série, Soifs, publié en 1995.

## Le Cycle romanesque
Soifs est à l’origine un roman indépendant, puis devient le premier tome de ce qui est conçu comme une simple trilogie, cette mention apparaissant sur la page de garde du deuxième volume, Dans la foudre et la lumière, paru en 2001. Cependant, l’auteure amplifie par la suite son œuvre en y ajoutant des volumes, laissant en suspens la question de sa longueur finale. Mais la parution du dixième tome, Une réunion près de la mer, en janvier 2018, met explicitement fin au cycle. Cependant, l'auteure fera paraître par la suite deux autres romans centrés autour de personnage du cycle, qui constituent des embranchements greffés au tronc principal ; il s'agit de Petites Cendres ou la capture (2020) et Augustino ou l'illumination (paru de manière posthume en 2022).
Outre la longueur du cycle, les différents volumes qui le composent forment un seul paragraphe, sans interruption à part des virgules et de très rares points, avec un foisonnement de personnages. L’auteure exprime elle-même un certain scepticisme quant à la possibilité de rejoindre un lectorat avec une œuvre de prime abord d’un accès si difficile : « Qui aurait assez de patience dans notre monde surexcité pour lire ces pages » dit-elle à propos du livre qu’un de ses personnages, l’écrivain Daniel n’arrive pas à terminer, mais cette phrase pourrait aussi bien s’appliquer à son propre cycle romanesque. La critique Chantal Guy abonde dans ce sens: « Ce n’est pas un cycle, c’est un cyclone », ajoutant : « il en faut du souffle au lecteur pour se lancer dans la phrase blaisienne, qui ne peut souffrir aucun moment d’inattention. » Mais il s’agit pour elle d’une qualité, puisque l’auteure « laissera assurément un incroyable et inépuisable héritage aux exégètes de son œuvre ».
Il s’agit d’une des œuvres de fiction les plus importantes de la littérature québécoise, d’abord en raison de son ampleur, mais également de son ambition. En ce qui a trait au style très particulier, Michel Biron le décrit comme « une immense phrase de 2 928 pages [...] À toutes les dix ou vingt pages, il y a bien un point qui apparaît pour stopper cette longue coulée narrative, mais la ponctuation forte est si rare que le lecteur la remarque à peine, emporté par l’énergie et le balancement hypnotique de cette écriture sans cesse relancée comme si elle voulait épouser le rythme de la mer. » Pour sa part, Louis Hamelin parle de « cataractes verbales hypnotiques ». Malgré l’absence de coupures entre les phrases, le fil de la narration passe d’un personnage à un autre de manière continuelle, mais suffisamment clairement pour que le lecteur s’y retrouve, entre autres parce que le nom du personnage concerné apparaît de manière régulière, servant de point de repère. Antonin Marquis explique bien le choix stylistique de Marie-Claire Blais: « Or, il est très probable que la forme du roman soit réfléchie et significative; l’auteure voulait peut-être suggérer un mouvement perpétuel, le flot de la vie qui s’écoule à travers les pages et les personnages, ou alors peut-être voulait-elle évoquer l’urgence de dire, la passion créatrice qui emporte tout sur son passage... »
Les différents romans qui composent le cycle ne sont pas nécessairement organisés autour d’une suite d’actions, se situant plutôt à un moment précis de l’histoire des personnages, et ils détaillent les événements qui les ont menés à la situation actuelle. Le fil de la narration est plus circulaire que linéaire, revenant à répétition sur certains moments clés de la trame, et il faut parfois un certain temps pour que les personnages et les événements puissent être situés dans celle-ci, qui devient progressivement plus lisible. La profusion des personnages, identifiés simplement par leur prénom et souvent introduits sans la moindre description, constitue un autre défi pour le lecteur. Reconnaissant ce défi, l’auteure ajoute à la fin du dernier volume une liste descriptive des principaux personnages du cycle, mais cela ne sera utile que pour les lecteurs qui ne le découvriront pas au fur et à mesure de la parution des différents volumes. Il ne s’agit pas non plus d’un monologue intérieur, puisque la narration est en majorité conduite par un tiers, qui rapporte certaines paroles et pensées des personnages, mais en les considérant toujours d’un point de vue extérieur. S’y insèrent des apartés sur des événements tirés de l’actualité récente, parfois par le biais de l’écrivain Daniel qui cherche à pénétrer la psyché des protagonistes dans le cadre de l’immense roman qu’il écrit lui-aussi au fil des tomes.
La persévérance du lecteur est récompensée parce qu’il a accès à une fresque englobante qui décrit le monde de la fin du XXe siècle et du début du XXIe siècle, à partir d’une île des Antilles, où se situe le cœur de l’action. Marie-Claire Blais y intègre des faits divers et des événements historiques contemporains à l’action, parfois un peu remaniés mais néanmoins reconnaissables, qui ancrent les personnages dans la réalité et qui offrent des indices temporels pour situer l’action. Pour Yvon Paré, le roman décrit « les failles de l’Amérique [...] les souffrances, les errances, les obsessions, les peurs et la décadence » des États-Unis.
L’île où se déroule la majorité de l’action n’est pas nommée, mais elle intègre surtout des éléments de Key West, l’île où Marie-Claire Blais réside lors de la rédaction du cycle. On y retrouve une population métissée, avec de riches familles blanches ou de race mixte, une classe populaire d’origine africaine, de nombreux réfugiés venus d’autres îles comme Cuba ou Haïti, et des visiteurs venus du nord pour profiter du climat tropical. La beauté tropicale de l’île cache cependant une criminalité, des trafics de drogue et une violence importante, y compris un arrière-fond de racisme, avec les « Blancs chevaliers », inspirés du Ku Klux Klan, qui apparaissent de temps en temps dans le récit. L’auteure est aussi intéressée par des drames sociaux qui lui semblent révélateurs de l’âme humaine dans ce qu’elle a parfois de plus noir.

## Réception critique
Les premiers volumes du cycle sont reçus avec enthousiasme, particulièrement Soifs qui reçoit le Prix du Gouverneur général. Cependant, la rigueur formelle de l’édifice en rebute plus d’un, et au fur et à mesure que les volumes s’accumulent, alors qu’il ne semble pas clair si l’auteure a encore un plan global en tête, plusieurs expriment une certaine lassitude. Mais comme l’explique la critique Chantal Guy, il s’agit souvent d’une simple réaction à un projet qui va à l’envers des codes du XXIe siècle, qui favorise la brièveté et le direct. Elle ajoute que comme elle était la seule parmi les critiques littéraires qu’elle connaissait à avoir lu les premiers tomes, son éditeur lui demandait systématiquement de faire la recension des suivants au rythme de leur parution, personne ne voulant avoir à lire le nombre de plus en plus imposant de volumes déjà publiés ! On trouve d’ailleurs régulièrement des critiques qui se plaignent de ne pas se retrouver dans ce magma quand ils recensent le dernier volume paru sans le bénéfice d’avoir lu les premiers. Une autre réaction commune est de se demander, surtout lorsque les derniers volumes du cycle paraissent, à quoi rime tout cet amoncellement de dialogues intérieurs qui semblent se répéter, puisque l’auteure n’a pas encore donné d’indications claires sur la finalité de l’œuvre : « On a un peu l’impression, par moments, de regarder un film sans le son, et d’être l’observateur distant de dialogues et de gesticulations dont on arrive difficilement à faire sens », écrira Christian Desmeules lors de la parution du 8e volume.
Cependant, malgré la perplexité des critiques littéraires face à cette entreprise démesurée, le milieu universitaire lui n’hésite pas à se pencher dès les premiers volumes dans une étude poussée de certains des thèmes du cycle. Ainsi les travaux critiques en littérature abordant différents aspects du roman abondent, et l’œuvre est dès l’abord une des plus étudiées dans les départements de lettres françaises du Canada, bien avant qu’elle ne soit complétée. Elle est également diffusée en France par le biais d’une coédition aux Éditions du Seuil, et dans le reste du Canada par la traduction en anglais des différents volumes, avec un retard de quelques années sur leur date de publication originale, même si ces traductions ne traversent presque pas les frontières du pays.
Lorsque le dernier volume parait au début de 2018, cependant, la réaction est unanime : la critique reconnaît qu’il s’agit d’une des œuvres majeures de la littérature québécoise qui vient de prendre sa forme finale, et cette publication est traitée comme un événement, avec articles dans les quotidiens et reportages radiophoniques. Les critiques sont élogieuses et invitent les lecteurs à se plonger dans cet univers englobant, insistant sur le fait que le caractère qui peut sembler hermétique de l’œuvre ne correspond pas à la réalité d’un roman très humain et qui a su percer la réalité du début du XXIe siècle mieux que n’importe quelle autre œuvre contemporaine, toute nationalité confondue,. Les éditions du Boréal en profitent pour lancer une campagne publicitaire pour inciter les lecteurs à découvrir cette fresque en reproduisant les couvertures des neuf premiers volumes sur une affiche destinée aux librairies - cette approche est particulièrement efficace vu le soin qui a toujours été apporté aux couvertures des volumes dans cette édition originale, toutes très différentes mais également saisissantes sur le plan graphique. Pour sa part, la revue LQ (Lettres Québécoises) consacre immédiatement un numéro spécial à l’événement marquant que constitue la fin du cycle.
Les comparaisons qui reviennent le plus souvent sont avec À la recherche du temps perdu de Marcel Proust, œuvre avec laquelle Soifs partage une ambition assumée et un foisonnement de personnages capturant la diversité d’une époque, et La Promenade au phare de Virginia Woolf, une des œuvres majeures qui utilise la technique du monologue intérieur. C’est d’ailleurs une phrase tirée de ce roman qui est en exergue du premier volume, et même si le roman de Virginia Woolf est plutôt bref, la tentative de capturer la complexité de la conscience humaine rapproche les deux œuvres. William Faulkner, un autre écrivain profondément ancré dans la réalité du sud des États-Unis, est aussi souvent évoqué.
En novembre 2022, le professeur d'université retraité Pierre-Éric Villeneuve, qui se décrit comme un reclus devenu un super-fan de Blais et en particulier de son œuvre maitresse, procède à une lecture publique des dix volumes du cycle dans une galerie d'art du quartier de Limoilou, à Québec, d'où est originaire l'auteure, projet s'étendant sur 17 jours. Commentant ce projet fou, il explique à la journaliste Chantal Guy de La Presse: « Je veux que tout le Québec se mette à l’heure de Marie-Claire Blais ! »

## Les romans qui composent le cycle

### Soifs
Édition originale en 1995 aux éditions du Boréal; réédition en France en 1996 chez Seuil, en 1997 en format poche dans la collection Boréal Compact et en 2014 dans la collection Points n. 3335. Publié en anglais sous le titre These Festive Nights, traduit par Sheila Fischman, House of Anansi Press, 1997.
Le premier volume du cycle se situe au début des années 1990 (quoique certains commentateurs pensent plutôt le situer lors des derniers jours de 1999) et tourne autour d’une fête organisée par Mélanie et Daniel pour célébrer le dixième jour de la naissance de leur fils Vincent. Y sont présents de nombreux invités, dont la tante de Mélanie, Renata, et son mari Claude, sa mère Esther, et les autres enfants du couple. De nombreux autres personnages participent à la fête, dont Vénus, qui chante avec le groupe engagé pour l’animation, et plusieurs écrivains. Sur cette célébration joyeuse plane quelques ombres, dont la mort récente de l’universitaire Jacques, victime du sida, ainsi que la tragédie d’un groupe de boat-people ayant péri dans le naufrage de leur embarcation de fortune (on est à l’époque du coup de force militaire qui a renversé le président Jean-Bertrand Aristide en 1993 et qui a provoqué un exode maritime d’Haïti vers les côtes de la Floride ou des Bahamas). Ce naufrage trouve son écho dans l’histoire d’Esther, dont les cousins ont péri dans un ghetto polonais pendant la Seconde Guerre mondiale.
Soifs est couronné du Prix du Gouverneur général en 1996. Le caractère très touffu du roman, ainsi que sa qualité littéraire, ont suscité de nombreuses études universitaires cherchant à en dégager les thèmes, par exemple le rapprochement avec l’Enfer de Dante, ou encore son caractère mystico-religieux et ses liens avec l’Apocalypse de saint Jean. La question de la place du mal dans la société et la réaction des personnages face à celui-ci intéresse aussi les commentateurs.

### Dans la foudre et la lumière
Édition originale en 2001 aux éditions du Boréal ; réédition en France en 2002 chez Seuil. Publié en anglais sous le titre Thunder and Light, traduit par Nigel Spencer, House of Anansi Press, 2001.
Le deuxième tome se situe à la fin des années 1990, en tout cas quelques années après le premier tome puisque Vincent, nouveau-né dans Soifs, a maintenant commencé à fréquenter l’école. Le roman tourne autour d’un incident sur lequel il revient à plusieurs reprises, alors que le jeune Carlos tire au pistolet sur son ami Lazaro qui l’accuse de lui avoir volé une montre de marque Adidas. Carlos brandit un fusil qu’il ne croit pas être chargé, mais blesse son ami à la jambe et va se cacher chez sa sœur Vénus. Le roman se termine sur un autre grand rassemblement, cette fois-ci sur une île inhabitée à l’occasion de la mort du poète Jean-Mathieu alors que ses cendres sont dispersées dans la mer. Le roman oppose également deux tragédies aériennes, celle réelle de Jessica Dubroff tuée à l’âge de 7 ans en tentant d’être la plus jeune pilote à traverser les États-Unis, et une autre, fictive, d’un vol entre la France et l’Amérique centrale dans lequel ont pris place Renata et Claude avant de le quitter à New York (il s’écrasera quelques heures plus tard dans les montagnes du Honduras). Plusieurs faits divers caractéristiques de la fin de la décennie des années 1990 sont aussi évoqués : les suicides collectifs de l’Ordre du Temple solaire, l’assassinat de touristes à Louxor en Égypte, les massacres aux armes à feu commis dans les écoles comme à Columbine, et la peine de mort prononcée contre des meurtriers mineurs aux facultés mentales limitées sont également évoqués.
La critique a bien accueilli la suite inattendue du cycle, soulignant à nouveau la vigueur de la prose et la volonté de l’auteure de contraster le noir et le blanc, l’horreur et la poésie, le calme et la violence,.
Nigel Spencer a reçu un premier Prix du Gouverneur général : traduction du français vers l'anglais pour sa traduction de l'ouvrage.

### Augustino et le chœur de la destruction
Édition originale en 2005 aux éditions du Boréal ; réédition en France en 2006 chez Seuil. Publié en anglais sous le titre Augustino and the Choir of Destruction, traduit par Nigel Spencer, House of Anansi Press, 2007.
Le tome 3 se situe cinq ans après le tome 2. Carlos a été arrêté et purge une peine de prison alors que Mélanie siège désormais au Sénat. Il s’ouvre sur une fête pour célébrer le 80e anniversaire d’Esther organisée par Tchouan, l’amie de Mélanie, et se termine le lendemain matin alors qu’une centaine de vaisseaux sont assemblés au large de l’île pour une parade à laquelle assistent de nombreux personnages. Parmi les événements contemporains relatés dans le roman figure l’histoire d’Elián González, nommé José Garcia dans le roman, petit garçon cubain rescapé par miracle d’une embarcation de fortune alors que sa mère s’est noyée et qui aboutit chez un grand oncle en Floride tandis que son père, resté à Cuba, plaide pour son retour. L’auteur parle également des frères Menéndez, issus d’un milieu très aisé, qui assassinent leurs parents et essaient de maquiller leur crime afin de récupérer leur héritage, et des événements du 11 septembre 2001 ainsi que la peur des attentats à l’anthrax qui s’est installée peu après les attaques.
Bien que le nom d’Augustino, deuxième fils de Mélanie, figure dans le titre, il joue un rôle plutôt passif dans le volume, alors qu’il passe la nuit de la fête chez lui, à écrire. Les thèmes de ce volume sont le vieillissement, d’abord celui d’Esther, mais aussi de Caroline, désormais confinée à domicile, et de Charles, qui a abandonné son amant de longue date, Frédéric, miné par la maladie, pour un jeune homme, Cyril, que ses amis rejettent, et qui le quittera à la fin du tome.
Lors de sa publication, le roman est décrit par plusieurs critiques comme le dernier volet de la trilogie, bien que l’édition originale ne comprenne plus de mention à cet effet, et que de nombreuses histoires restent en suspens à la conclusion du volume,. Malgré ce malentendu sur l’ampleur finale du projet, les critiques reconnaissent qu’il constitue déjà une œuvre grandiose à nulle autre comparable dans la littérature québécoise. Marie-Claire Blais reçoit d’ailleurs le Prix Gilles-Corbeil cette même année et Radio-Canada y voit le « couronnement d’une œuvre » complétée par ce qui est considéré comme le dernier volume de la trilogie. Au-delà de l’accueil immédiat, les critiques s’intéressent particulièrement à l’utilisation par l’auteure des événements du 11 septembre comme métaphore de la destruction d’un monde, qui trouve son parallèle dans la disparition de certains personnages.
Nigel Spencer a reçu le Prix du Gouverneur général : traduction du français vers l'anglais pour sa traduction de l'ouvrage vers l'anglais.

### Naissance de Rebecca à l’ère des tourments
Édition originale en 2008 aux éditions du Boréal; réédition en France en 2009 chez Seuil. Publié en anglais sous le titre Rebecca, Born in the Maelstrom, traduit par Nigel Spencer, House of Anansi Press, 2009.
Le tome 4 s’ouvre six ans plus tard, alors que Vénus a 25 ans et a eu une fille prénommée Rebecca qui a six ans et étudie à l’école primaire. Son frère Carlos, toujours en prison, a 21 ans et devra bientôt être jugé comme adulte. Le tome se déroule aux approches de la fête de Noël, célébrée par une parade flottante en ville et pour laquelle la famille de Mélanie se réunit pour une autre fête rassemblant parents et amis. À l’extérieur, la Guerre d'Irak a commencé à faire des victimes parmi les jeunes gens des environs. La communauté est aussi ébranlée par l’histoire d’un adolescent de bonne famille qui a pris le bateau de son père et tué par accident deux jeunes enfants qui faisaient de la plongée près du port, aggravant son geste en cherchant ensuite à s’enfuir. L’ouragan Katrina, qui a dévasté La Nouvelle-Orléans, est aussi évoqué, de même que l’histoire d’Andrea Yates, mère qui a noyé ses cinq enfants et l’attaque au gaz sarin de la secte Aum Shinrikyo contre le métro de Tokyo.
La critique admire toujours la beauté des images et la qualité de la phrase de l’auteur, mais on sent déjà que certains, qui ne se sont pas nécessairement familiarisés avec les premiers volumes du cycle, ont de la difficulté à situer les personnages. Les commentaires accrochent aussi sur les « tourments » évoqués dans le titre, qui interpellent dans une ère de "guerre contre le terrorisme", à laquelle l’auteure semble opposer la force de la création littéraire comme antidote, mais également sur l’impossibilité à communiquer - entre Vénus et son père le pasteur Jérémy, entre les deux écrivains que sont Daniel et son fils Augustino, ce qui résulte en une polyphonie de discours parallèles. Le volume est le deuxième du cycle à recevoir le Prix littéraire du Gouverneur général du Canada, catégorie Romans et nouvelles en français, étant couronné en 2008.

### Mai au bal des prédateurs
Édition originale en 2010 aux éditions du Boréal; réédition en France en 2011 chez Seuil. Publié en anglais sous le titre Mai at the Predators’ Ball, traduit par Nigel Spencer, House of Anansi Press, 2012.
Le tome 5 se situe quelque cinq années plus tard alors que Mai a 15 ans, et s’ouvre immédiatement après le décès par surdose de Fatalité, une des danseuses transsexuelles du saloon Porte du Baiser. Toutes les danseuses et les habitués du saloon se joignent à la procession funéraire organisée à sa mémoire. Les soirées au club et les relations entre les danseuses y sont décrites en détail, avec le patron androgyne Yinn, son mari Jason, et les personnages de Herman, Flavian, Geisha, Robbie, Cœur Vaincu et Cobra apparaissant pour la première fois. L’action se déroule alors que viennent d’être célébrés en Californie les premiers mariages entre conjoints de même sexe. Un titre alternatif pour le roman aurait pu être « les rêves habités par les morts », puisque ceux-ci surprennent plusieurs personnages — Esther, Daniel et Yinn.
Le « bal des prédateurs » du titre contraste avec le bal de la pureté où Daniel amène sa fille Mai, pensant ainsi la détourner de son attrait pour les hommes potentiellement dangereux. Dans le roman, elle quitte son domicile un soir en prétendant aller chez une amie pour plutôt la retrouver sur la plage où se déroule une fête où l’alcool coule à flots et les drogues sont nombreuses. Elle y rencontre un vrai prédateur — un soldat en permission d’Afghanistan — mais elle sauve plutôt son amie du danger, la ramenant saine et sauve chez elle après qu’elle ait trop bu et souillé ses vêtements. On apprend finalement que la fête s’est terminée par une descente de police, à laquelle les deux jeunes filles ont échappé.
Le romancier Louis Hamelin a comparé ce tome à Tandis que j'agonise de William Faulkner, le personnage d’Esther, en fin de vie, étant au centre de la communauté comme l'est le personnage central du roman de Faulkner ; il souligne également les similitudes de style entre les deux écrivains. Il note cependant que les différentes trames ne se rejoignent pas et que le tout ne mène pas à une conclusion, ce qui rend difficile la lecture du roman hors du cycle dont il fait partie, malgré la richesse de la description de la communauté des travestis nocturnes. Pour sa part, Jacques Julien note que le roman constitue avant tout une expérience esthétique, puisqu'on n’y apprend rien de neuf sur le monde cosmopolite décrit par l’auteur « avec un grand angle », mais qu’il a l’intérêt de placer la marge au centre, en faisant de la communauté des travestis le cœur du roman.
Nigel Spencer a reçu pour la troisième fois le Prix du Gouverneur général : traduction du français vers l'anglais pour sa traduction ; il avait aussi reçu le prix pour sa traduction de deux des tomes précédents du cycle.

### Le jeune homme sans avenir
Édition originale en 2012 aux éditions du Boréal; réédition en France en 2012 chez Seuil. Publié en anglais sous le titre Nothing for You Here, Young Man, traduit par Nigel Spencer, House of Anansi Press, 2014.
Le titre du tome 6 se réfère au premier livre écrit par Augustino, Lettre à des jeunes gens sans avenir, dans lequel il fustige ceux qui ont acculé l’humanité à une destruction presque certaine en favorisant le développement des armes nucléaires. Les images d’Apocalypse sont d’ailleurs nombreuses dans le tome, celle de la ville d’Hiroshima anéantie par la bombe nucléaire, des ouragans qui déchirent la vie de Bryan, ou encore du projet du musicien Fleur de composer un opéra sur la fin du monde
L’action tourne autour du quartier défavorisé de la rue Bahama, où vivent dans la rue l’ancien enfant prodige de la musique Fleur, la punkette Kim, et l’écrivain Bryan, traumatisé par les ouragans. Tout près de là loge Petites Cendres, qui a désormais perdu toute volonté de danser, alors que le saloon et Yinn sont dans une période de grande prospérité après une tournée triomphale en Asie. L'ami de Petites Cendres Robbie essaie de la sortir de son aboulie. Tous ces personnages et quelques autres pourraient être qualifiés de jeunes personnes sans avenir. Comme plusieurs des tomes précédents, celui-ci s’achève sur un décès, celui du danseur transsexuel Herman qui s’effondre pendant la cérémonie de couronnement de Robbie comme reine du carnaval.
L’action se déroule un peu après le décès du chanteur Michael Jackson, deux ans après le tome 5, puisque Rudie avait alors quatre ans et qu’il va maintenant fêter ses six ans. On apprend aussi en passant le décès d’Esther, personnage qui a joué un rôle important dans les tomes précédents. L’auteure évoque le phénomène de l’intimidation des jeunes en milieu scolaire, avec l’histoire d’une jeune fille nommée Phœbe, acculée au suicide par les persécutions de ses camarades de classe. L’auteure parle aussi du déversement de la plate-forme pétrolière Deepwater Horizon dans le golfe du Mexique en 2010, ainsi que le procès des dirigeants des Khmers rouges.
Le volume est distingué par le Grand prix du livre de Montréal en 2012. Lors de sa réception, les critiques commencent à percevoir qu’il s'agit d'une œuvre massive et renoncent à l’interpréter eux-mêmes, cherchant plutôt à interviewer l’auteure pour qu’elle fournisse elle-même des clés de lecture. Cependant, Andrée Ferretti essaie de faire une première sommation du cycle, relevant ses principaux thèmes : la noirceur de l’avenir qui appelle à un bouleversement, la marginalité, la compassion et exprime clairement l’opinion que le lecteur se trouve face à un chef-d’œuvre en devenir. C’en est fini de l’agacement à l'égard du parti-pris stylistique unique : ceux qui n’ont pas embarqué ont décroché depuis longtemps, et ne restent que ceux qui peuvent apprécier la richesse du monde en création. Le sentiment qu’on se mesure à une œuvre incontournable malgré son abord intimidant est d’ailleurs confirmé par le grand nombre de critiques publiées dans des médias de masse lors de la sortie du livre, alors que certains des tomes précédents n’avaient été recensés que par les « Happy Few ».

### Aux jardins des acacias
Édition originale en 2014 aux éditions du Boréal; réédition en France en 2014 chez Seuil. Publié en anglais sous le titre The Acacia Gardens, traduit par Nigel Spencer, House of Anansi Press, 2016.
Le tome 7 s’ouvre à nouveau sur le personnage de Petites Cendres, qui réside cette fois dans la maison de retraite pour les anciennes danseuses que Yinn a fait ouvrir, au centre d’un nouveau développement paradisiaque nommé les Jardins des Acacias, qui donne son titre au volume. C’est Yinn qui finance la présence de Petites Cendres dans ce lieu luxueux, alors qu’il est suggéré que c’est parce qu’il n’en a plus pour longtemps à vivre. Le thème du sida est présent depuis le premier volume avec la mort de l’universitaire Jacques, clairement victime de cette maladie même si elle n’est jamais nommée. Les Jardins comprennent d’ailleurs un mur dédié à la mémoire des victimes du sida sur l’île, dont certaines qui sont apparues précédemment dans le cycle. En parallèle, le tome revient sur le musicien Fleur, qui a fait jouer avec succès sa Nouvelle symphonie à New York et s’est vu offrir d’effectuer une tournée de spectacles en Europe. Il est attiré par la faune des marginaux et tombe à Paris sous l’influence d’un personnage qui a un côté maléfique, Wrath, mais décide finalement de quitter cette vie et d’accepter le succès qui s’offre à lui. L’action se déroule alors que Mai, née entre les tomes 1 et 2, est à l’université.
L’auteure évoque l’affaire John Demyanyuk, cet ancien garde sadique d’un camp de concentration nazi qui s’est ensuite installé aux États-Unis et y a mené sous un nom d’emprunt une vie tranquille jusqu'à ce que son passé le rattrape plusieurs décennies plus tard. Elle évoque aussi les scandales liés à la pédophilie, au sein de l’Église catholique, parmi les pédiatres et autres figures d’autorité, et les touristes sexuels en Thaïlande qui tous finalement commencent à ressentir l’étau d’une justice tardive se resserrer autour d’eux. Elle parle également de la légalisation récente du mariage pour tous, et de la réaction de certains commerçants qui refusent de fournir des services aux mariages entre conjoints de même sexe.
Le roman oppose clairement le jardin d'Eden que constituent les Jardins des Acacias, avec l’enfer des souterrains sous les ponts parisiens, où règne le personnage méphistophélique de Wrath, point central du roman. Celui-ci est cependant complexe, puisqu'à part son côté sombre de prêtre pédophile déchu, il est aussi celui qui encourage Fleur à ne pas sombrer dans la facilité qui consisterait à retourner à sa vie de marginal incompris, mais d’accepter son rôle d’artiste créateur - et les obligations qui s’y rattachent. Encore une fois le roman est couronné de critiques élogieuses dans les plus grands médias francophones: La Presse, Le Devoir et Le Monde, par exemple.

### Le festin au crépuscule
Édition originale en 2015 aux éditions du Boréal ; réédition en France en 2016 chez Seuil. Publié en anglais sous le titre A Twilight Celebration, traduit par Nigel Spencer, House of Anansi Press, 2019.
Le tome 8 s’ouvre alors que Daniel vient d’arriver en Écosse afin de participer à une grande conférence d’écrivains en faveur de la paix, qui sera justement couronnée par un festin au crépuscule quelque part dans les montagnes. Il est cependant hanté par des écrivains absents, et particulièrement Suzanne, morte un peu plus tôt d’un suicide assisté, son ami le poète brésilien Rodrigo, qu’il imagine chassé de son pays et habillé de lambeaux, rejeté par la société polie, et son fils Augustino, qui ne donne plus signe de vie. En contraste, la banalité des écrivains qui sont présents à la rencontre l’afflige. Il doit par ailleurs prononcer un discours lors de ce festin, et ignore par quel bout l’aborder.
L’action se déroule alors que la question de la transsexualité est très présente dans l’actualité, y compris le débat emblématique sur l’utilisation des toilettes publiques, ainsi que le suicide de jeunes se sentant rejetés et les lois répressives adoptées par certains États. L’époque est aussi à la résurgence des mouvements suprémacistes blancs qui se rendent coupables de massacres atroces. L’auteure y raconte aussi le parcours du compositeur classique contemporain John Tavener, miné par la maladie, mais néanmoins génial, avec qui elle fait un parallèle avec Beethoven, et avec le personnage du musicien Fleur, qui rencontre ses premiers succès lors d’une tournée européenne.
Le roman tourne autour du thème du rôle prophétique de l’écrivain et de l’artiste, ainsi que le poids du fardeau qu’ils portent d’expliquer le monde à leurs contemporains. La difficulté de Daniel de terminer son grand roman est un symptôme de cet état, déconcerté qu’il est par la violence du monde - il pense lors de sa conférence raconter l’anecdote de jeunes filles, l’une Palestinienne et l’autre Israélienne, toutes deux tuées lors d’attentats terroristes. Il fait d’ailleurs partie des chanceux, puisque plusieurs de ses collègues originaires de pays en développement ne peuvent même pas se rendre à la conférence.

### Des chants pour Angel
Édition originale en 2017 aux éditions du Boréal ; réédition en France en 2017 chez Seuil. Publié en anglais sous le titre Songs for Angel, traduit par Katia Grubisic, House of Anansi Press, 2021.
Le tome 9 s’ouvre avec Robbie, Petites Cendres et Mabel, accompagnée de son perroquet, se dirigeant vers la plage des Pélicans en hommage au jeune Angel, qui vient de mourir et dont c’était l’endroit favori. D'autres proches et amis convergent aussi vers la plage isolée, y compris Misha, le chien de Bryan, qui est inconsolable depuis le décès du jeune garçon. Parallèlement, Daniel est à insérer dans son roman jamais terminé l’histoire du jeune homme blanc qui à Charleston a tué une douzaine de paroissiens noirs d’une église méthodiste, par pure haine raciale, et plonge profondément dans les pensées du jeune homme. On apprend également ce qui s’est passé immédiatement après la fin du tome 8, qui s'est terminé alors que Daniel s’apprêtait à donner une conférence à la rencontre des écrivains pour la paix en Écosse : son fils Vincent y était présent sans que Daniel ne le sache, et il surprend son père pour le féliciter à la fin de son discours, ce qui lui fait beaucoup de bien. Mais quand il rentre sur l’île après la conférence, Daniel trouve la maison vide. Le livre se termine alors qu’arrivés sur la plage, les amis d’Angel répandent ses cendres à la mer pendant qu’un chœur chante pour accompagner la cérémonie, d’où le titre du volume.
Parmi les événements de l’actualité mentionnés dans le tome, l’auteure évoque la loi de l’état de la Caroline du Nord retirant aux personnes transsexuelles le droit de fréquenter les toilettes publiques correspondant à leur nouvelle identité. Elle trace également un parallèle entre la tuerie de Charleston et les exactions des combattants de l’État islamique contre les jeunes filles kurdes.
Un des thèmes principaux du tome est la réaction face aux humiliations subies dans l’enfance, autant le jeune assassin de Charleston qui croit se venger de diverses brimades qu’il aurait subies en s’en prenant à la communauté noire, une jeune fille qui se suicide sur une autoroute après avoir été humiliée publiquement sur internet par son père pour avoir fréquenté des garçons de son âge, ou les jeunes filles du Moyen-Orient transformées contre leur gré en bombes humaines. La figure d’Angel, qui a lutté courageusement contre la maladie et recherché la beauté du monde au cours de sa brève vie, y fait contraste.
Les critiques relèvent le tour de force qui consiste pour l’auteure à s’insérer dans la tête d’un suprémaciste blanc, symbole du mal profond qui afflige l’Amérique contemporaine. L’auteure explique que pour elle, le geste commis par le tueur constitue un faux héroïsme lorsque l’on s’imagine que « les idées les plus terribles de la terre vont vous rendre célèbre » ; le livre parait d’ailleurs à peine quelques semaines après l'Attentat de la grande mosquée de Québec, où un autre de ces jeunes abreuvés de messages de haine s’est acharné à détruire l’autre qu’il ne parvient pas à comprendre et sur lequel il rejette la responsabilité de son mal-être. Le talent pour la prophétie ne se limite pas à ce simple événement, puisqu'elle anticipe aussi l’élection de Donald Trump, évoqué indirectement dans le roman sous la forme d’un bouffon qui a un ballon rouge à la place du visage. Le rôle de l’auteure comme « analyste clinique et critique des maux sombres qui forment notre monde » est également souligné par la critique.

### Une réunion près de la mer
Édition originale en 2018 aux éditions du Boréal ; réédition en France en 2018 chez Seuil.
Le tome 10 s’ouvre alors que Daniel veut organiser une fête surprise pour les 18 ans de sa fille Mai au Grand Hôtel de l’île, propriété de son oncle Isaac. En parallèle, la mère de Carlos se rend en voiture dans une petite ville près d’Atlanta recueillir son fils, qui vient enfin d’être libéré de prison, après avoir accidentellement tiré sur son ami Lazaro dans le tome 2. De même, Robbie s’apprête à inaugurer son nouveau bar, Le Fantasque, décoré pour l’occasion avec l’aide de Yinn, Geisha et Petites Cendres. Il ne sait pas que la fête se terminera en bain de sang, alors qu’un inconnu fera sauter une bombe et tirera à l’arme automatique dans les lieux, dans un acte de folie semblable à celui qui a dévasté une discothèque d’Orlando en 2016.
Le tome permet de revenir sur les différents personnages qui sont apparus au cours du cycle et certains épisodes marquants, y compris plusieurs personnages qu’on n’avait pas revus depuis les premiers volumes ou qui sont morts en cours de route, ce qui donne clairement à ce tome la forme d’une sommation du cycle dans son ensemble. En parallèle avec ce retour en arrière, l’auteure évoque, à nouveau à travers l’imaginaire littéraire de Daniel, deux médecins nazis ayant mené des expériences abominables sur de jeunes enfants, Josef Mengele et Herta Oberheuser, et entre dans leurs pensées comme il l’avait fait dans celles du tueur de Charleston dans le tome précédent. Dans l’actualité, l’auteure évoque la guerre civile et la destruction du patrimoine culturel de la Syrie, ainsi que la politique des nouvelles autorités américaines visant à séparer les enfants des immigrants illégaux de leurs parents. En épilogue du livre, l’auteure dresse un tableau des personnages apparaissant au cours de la série.
Les critiques qui marquent la sortie du volume en profitent généralement pour faire eux-aussi une sommation du cycle, encourageant les lecteurs qui n’ont pas encore abordé l’œuvre à l’entamer à partir du début,. Dans Le Devoir, Caroline Montpetit souligne que malgré toutes les horreurs qui peuplent les volumes du cycle, celui-ci se termine sur le mot « espoir », une indication que malgré le fait que l’auteure n’est pas dupe de la présence du mal, elle croit cependant qu’une force opposée existe. On peut penser aux personnages de Bryan, Fleur, Mélanie, Yinn, le médecin Dieudonné ou Angel, qui constituent des anges du bien qui œuvrent chacun à leur façon à restaurer l’équilibre du monde perturbé par la présence si grande du mal. C’est d’ailleurs ce que Marie-Claire Blais explique à la journaliste: « C’est vrai que nous sommes à une époque où il y a beaucoup de mal et beaucoup de violence. C’est très difficile à vivre pour ceux qui sont sensibles à la souffrance des autres. Mais en même temps, l’espoir, c’est fondamental. Ça nous fait vivre. C’est notre instinct d’éprouver la joie de vivre et de survivre à tous les malheurs. Même si c’est difficile. »
Le volume est le deuxième de la série à remporter le Grand prix du livre de Montréal, l’année de sa parution, après Le jeune homme sans avenir.

## En marge du cycle
Une fois le dernier volume du cycle publié en 2018, Marie-Claire Blais fera paraître deux autres romans qui sans faire partie du tronc principal se rattachent clairement à cette œuvre puisqu'ils tournent tous les deux autour d'un des personnages du cycle.

### Petites Cendres ou la capture
Édition originale en 2020 aux Éditions du Boréal ; réédition en France en 2021 chez Seuil
Ce roman tourne autour du personnage de Petites Cendres (Ashley), une travestie qui est un des personnages principaux du cycle. L'action se déroule semble-t-il après ceux du cycle, alors que, afin de calmer une situation qui risque de dégénérer, Petites Cendres s'interpose quand un policier blanc armé s'apprête à arrêter un homme noir ivre, Grégoire. Cet incident occupe toutes les 200 pages du roman, intercalé de nombreux autres incidents et personnages dans un tourbillon rappelant les images du cycle principal. À noter que le roman est publié quelques mois avant l'intervention policière à Minneapolis qui mènera au décès de George Floyd et déclenchera de nombreuses manifestations à travers les États-Unis, un autre exemple de la prescience de l'auteure qui est très au fait des tensions qui agitent l'Amérique et risquent à tout moment de déborder.

### Augustino ou l'illumination
Édition originale (de manière posthume) en 2022 aux Éditions du Boréal.
Ce volume est nettement plus court que les autres puisqu'il ne compte que 95 pages dans l'édition originale (y compris la préface qui replace l'œuvre dans le contexte du cycle, et la biographie de l'auteur). Le manuscrit était d'ailleurs inachevé au moment du décès de l'auteure et a été publié tel quel. L'auteure reprend le fil de l'histoire d'Augustino, qui était un personnage marquant des troisième et quatrième volumes du cycle, mais qui n'apparaît plus directement par la suite, quoique son absence est soulignée à de nombreuses reprises. Ce roman permet d'expliquer ce qui lui est arrivé, son insatisfaction quant à sa capacité de remédier aux maux du monde par son seul travail d'écrivain, son installation en Inde où il soigne des malades d'un nouveau type de lèpre, la «lèpre bleue», dont il est lui-même infecté, ainsi que sa colère contre sa génération. Comme dans les romans du cycle, l'histoire du personnage principal est entremêlée de diversions se déroulant à une autre époque, dont la principale touche un ancien employé de banque allemand, le «voyageur ordinaire», qui vers la fin de la Seconde guerre mondiale a pratiquement tout perdu et commence à comprendre que ces trains qui amènent des hordes de gens hors de la ville les destinent aux camps de la mort, et que les quelques amis qui lui restent qui semblent prospérer le font grâce à une collaboration abjecte avec la machine de guerre. Le voyageur croise également un violoniste qui continue à jouer malgré les destructions et qu'on devine être Joseph, le grand-pêre d'Augustino, qui aboutira lui-aussi dans les camps où les responsables le forcent à jouer pour leur diversion. On retrouve également un Donald Rumsfeld, appelé ici le «Grand Secrétaire», vieillissant sur son ranch, qui rédige ses mémoires afin de justifier les milliers de morts causés par l'invasion américaine de l'Iraq qui, pensait-il, devait être très brève et s'achever dès la chute du dictateur. L'auteure évoque aussi un groupe d'astronautes morts dans une mission spaciale et tombés dans l'océan Pacifique. De fait, toutes ces histoires occupent beaucoup plus d'espace que celle d'Augustino, mais il ne s'agissait peut-être pas de l'intention finale de l'auteure puisque le roman est inachevé

## Les personnages
Les personnages foisonnent au cours du cycle. Ceux qui suivent sont parmi les principaux, qui reviennent régulièrement d’un roman à l’autre. L’auteure inclut une liste des personnages à la fin du tome 10, ce qui pourra aider les futurs lecteurs, même si ceux qui ont découvert l’œuvre au rythme de sa publication n’auront pas pu en bénéficier. Les personnages se rassemblent autour de milieux déterminés, certains communiquant entre eux et d’autres étant plutôt hermétiques.

### La famille de Daniel
- Daniel, mari de Mélanie, poète et dramaturge. Fils d’un scientifique, Joseph, dont la fortune lui permet de vivre luxueusement. Il a commencé à consommer des drogues alors qu’il entamait lui-aussi des études scientifiques, mais s’est assagi depuis son mariage avec Mélanie. Il vient dans le tome 1 de terminer un manuscrit intitulé Étranges années, inspiré semble-t-il par l’Enfer de Dante[45], pour lequel il demande conseil à Adrien. Dans le tome 2, il est dans un monastère en Espagne fréquenté par des artistes afin de pouvoir écrire au calme, à la suggestion de Charles, mais où il découvre que le tumulte familial lui manque. Il s’y lie d’amitié avec Rodrigo. Il rentre au pays en apprenant le décès soudain de Jean-Mathieu. Dans le tome 3, il travaille à partir de l’Espagne à une suite aux Étranges années qui traitera des enfants des dignitaires hitlériens, mais il revient à l’île pour assister à la fête d’anniversaire d’Esther. Autant il admire les succès de Samuel, il est déçu par le fait qu'Augustino veuille aussi devenir écrivain et trouve que le succès du premier livre de ce dernier ternit sa propre réputation. Il met son projet d’écriture de côté pendant un certain temps pour militer pour des causes écologistes, dont la préservation de la Côte du Corail de l’île. Dans le tome 5, il participe avec sa fille Mai à un bal de pureté où elle doit lui promettre de rester vierge jusqu'au mariage. Il décide ensuite de l’inscrire dans une école privée, trouvant que l’école publique exerce sur elle une mauvaise influence. Le résultat est que sa fille est plus que jamais distante de lui puisqu'elle étudie dans un pensionnat privé à l’étranger. Au début du tome 6, il est coincé dans un aéroport en raison d’un vol retardé, faisant la conversation avec une jeune femme, Laure, que l’impossibilité de fumer une cigarette rend volubile. Dans le tome 7, il poursuit la rédaction de son livre, dans lequel il insère comme personnages plusieurs personnes qu’il rencontre. Dans le tome 8, il est en Écosse pour une conférence d’écrivains et constitue le pôle principal du volume alors qu’il y est hanté par l’absence d’écrivains qu’il a connus. Dans le tome 10, il organise une fête pour le 18e anniversaire de Mai. Plusieurs critiques notent que Daniel constitue un peu un substitut de l’auteure, puisque son immense roman jamais fini figure un peu celui qui est entre les mains du lecteur[4].

- Mélanie, brillante femme mariée à Daniel et mère de Samuel, Augustino, Vincent et Mai. Sa mère Esther est convaincue qu’elle est promise à un avenir politique et devrait chercher à devenir sénatrice. Elle préfère militer en faveur des femmes opprimées, dont une Jordanienne, Rafa, condamnée pour adultère et menacée de tomber victime d’un crime d'honneur. Ces activités l’éloignent de son foyer pendant de longues périodes dans le tome 2. Dans le tome 3, elle est désormais sénatrice. Dans le tome 7, sa fille Mai s’inquiète pour elle parce qu’elle participe à des manifestations en faveur de la liberté d’expression en Russie et en Chine qui dégénèrent parfois en chocs violents. Si elle est un personnage central du tome 1, elle est moins présente dans les volumes suivants.

- Samuel, fils aîné de Mélanie et Daniel. Encore adolescent, il tombe amoureux d’une actrice, Veronica Lane, qui joue le rôle d’Ophélie au théâtre. Dyslexique, il est peu doué pour les études. Il possède depuis l’âge de 12 ans un petit bateau de plaisance nommé Lumière du Sud et reçoit en cadeau pour ses 17 ans une décapotable rouge qu’il apporte avec lui à New York où il étudie la danse avec le célèbre chorégraphe Arnie Graal. Il est devenu un danseur étoile dans le tome 3 et Arnie Graal lui confie sa succession quand il se rend compte que son état de santé ne lui permettra plus de continuer son œuvre. Il reprend la direction avec succès et dans le tome 4 il a produit une chorégraphie très avant-gardiste du Sacre du printemps de Stravinsky. Il enseigne la chorégraphie à Veronica, avec qui il a renoué. Il fonde avec son ami d’enfance Julio la Maison des artistes réfugiés, et emploie d’ailleurs presque uniquement des réfugiés dans sa troupe. Dans le tome 5, il s’est marié avec Veronica et a un fils de quatre ans, Rudie, qui a six ans dans le tome 6. Dans le tome 8, il travaille à une chorégraphie inspirée par la Chine et les problèmes de pollution intitulée Chine, mouvement lent, qui connaîtra elle-aussi un grand succès.

- Rudie, de son vrai nom Rudolf, en l’honneur de Noureïev, a quatre ans lorsqu'il apparaît pour la première fois dans le tome 5. Il a commencé le ballet mais aime aussi passer son temps à jouer avec de petits avions. Il est un figurant dans la chorégraphie de son père Samuel, inspirée de la Chine.

- Augustino, deuxième fils de Mélanie et Daniel. Dans le tome 1, il a une relation fusionnelle avec sa gouvernante Jenny. Dans le tome 2, devenu adolescent, il passe son temps accroché à son ordinateur et déteste le sport. Dans le tome 3, il veut devenir écrivain, ce qui déplaît à son père, qui voudrait le voir mener de longues et brillantes études, en médecine ou dans un autre domaine scientifique de préférence. Au début du tome 4, il a vingt ans et vient de publier un livre à succès intitulé Lettre à des jeunes gens sans avenir, qui n’a fait que creuser le fossé qui le sépare de son père. Dans le tome 5, il est à Calcutta sans qu’il ne soit vraiment expliqué pourquoi il s’y est rendu. Même s’il n’a presque plus de relations avec ses parents, il vient souvent visiter sa grand-mère lors de sa dernière maladie. Dans le tome 8, on apprend qu’il n’a pas donné de nouvelles depuis fort longtemps, mais que sa mère croit qu’il est toujours en Inde. Si Daniel représente pour plusieurs critiques Marie-Claire Blais dans sa maturité, Augustino incarne plutôt sa jeunesse, lorsqu'elle a publié plusieurs romans empreints de violence dénonçant les rigidités de la société québécoise de la Grande Noirceur[4]. En 2022 est publié de manière posthume Augustino ou l'illumination qui aborde la vie du personnage en Inde, où il traite des personnes atteintes de la lèpre[46].

- Vincent, plus jeune fils de Mélanie et Daniel, est né avec un problème respiratoire. Sa naissance est le prétexte de la fête qui rassemble un grand nombre de personnages dans le premier tome. Il est un enfant chétif qui doit restreindre ses activités sportives, mais sa gouvernante Sylvie l’emmène faire des balades en mer qui lui font du bien. Il a passé un été dans un camp pour asthmatiques au Vermont que son père lui a décrit comme une simple colonie de vacances. Au début du tome 5, il fait des études de médecine à Boston. Il poursuit toujours ses études dans le tome 7, se spécialisant en pneumologie, mais elles sont régulièrement interrompues par des problèmes respiratoires. On apprend dans le tome 9 qu’il s’est rendu en Écosse sans en avertir son père afin d’écouter son discours à la rencontre des écrivains pour la paix; il le surprend en le félicitant à la fin de sa prise de parole. Dans le tome 10, il est en Jordanie, œuvrant comme médecin dans un camp de réfugiés.

- Mai, seule fille de Mélanie et Daniel, née entre les tomes 1 et 2. Elle est nommée en mémoire d'une enfant de quatre ans disparue en Ontario. Elle se perd brièvement lors de la cérémonie de dispersion des cendres de Jean-Mathieu et est retrouvée cachée. On apprendra qu’elle a été enlevée et molestée par un homme aux cheveux et à la barbe en broussaille, qui l’a aperçue à partir d’une barque de pêcheur. Elle a six ans lors du tome 3 et commence à démontrer une personnalité rebelle. Dans le tome 4, jeune adolescente, elle fréquente Manuel, un garçon beaucoup plus âgé qu’elle, au désespoir de sa mère. Elle ne travaille pas mais obtient quand même de bons résultats à l’école. Sa mère s’inquiète de son côté rebelle et la force à rencontrer une psychologue. Dans le tome 5, auquel elle prête son nom, elle a 15 ans et est enrôlée de force par son père dans un « club de l’abstinence » qui organise des bals de la pureté où les filles vêtues de blanc jurent de se tenir loin de l’amour jusqu'au mariage en jurant fidélité à leur père. Elle ment à ses parents, prétendant aller chez une amie, Tammy, mais assiste plutôt à une fête organisée par Manuel et son père sur la plage. Là, elle rencontre un jeune vétéran tout juste rentré de quatorze mois en Afghanistan où il a connu l’enfer mais qui doit y retourner bientôt. Elle ramène une Tammy un peu amochée mais saine et sauve chez elle et échappe ainsi à une descente de police qui s’abat sur la fête peu après, attirée par l’alcool et la drogue qui y ont circulé abondamment. Dans le tome 7, elle a commencé l’université et a laissé ses chats à son père pour qu’il s’en occupe en son absence. Dans le tome 8, elle correspond régulièrement avec son père à travers son ordinateur. Dans le tome 9, elle s’est mise à photographier les espèces menacées avant qu’elles ne disparaissent et est partie avec Mélanie photographier des tortues marines au large de l’île, en utilisant le bateau Lumière du Sud de son frère Samuel. Son père organise une fête d’anniversaire surprise pour ses 18 ans dans le dernier tome du cycle.

- Jenny, gouvernante de Mélanie, s’occupe particulièrement d'Augustino avec qui elle a une relation très proche. Elle fait des études de médecine tout en travaillant. Entre les tomes 1 et 2, elle quitte l’île pour travailler avec Médecins sans frontières auprès des orphelins de Corée du Nord. Dans le tome 4, elle est maintenant en Afrique.

- Marie-Sylvie de la Toussaint, autre gouvernante de la famille, souvent appelée simplement Sylvie. D'origine haïtienne, elle demeure en poste après le départ de Jenny. Elle a un frère rendu fou par les horreurs qu’il a vu en Haïti ; il vit en vagabond et commet de petits larcins. Elle lui donne parfois des restes de nourriture. Elle emmène souvent Vincent faire des balades en mer sur le bateau de Samuel, sans que Mélanie ne soit au courant. Mai considère que Vincent est son chouchou et qu’elle la néglige elle, d’autant plus qu’elle doit s’occuper d’Esther dont la santé décline.

- Julio, travaille pour Mélanie et Daniel et devient l'ami de Samuel, bien qu’âgé de douze ans de plus que lui. Il a été agressé sauvagement un soir sur la plage, ayant presque perdu un œil. Il s’y rend chaque soir dans l’espoir de voir ses frères et sœurs réémerger des eaux de la mer, car il est le seul de sa famille à avoir été rescapé du naufrage de leur embarcation de fortune. Dans le tome 4, il a fondé avec Samuel la Maison des artistes réfugiés et dans le tome suivant, il est à la tête de plusieurs établissements de ce type, ouvrant leurs portes aux réfugiés cubains, jamaïcains et haïtiens.

- Esther, mère de Mélanie, est souvent appelée simplement Mère. Ses cousins restés en Pologne ont été exterminés lors de la Deuxième Guerre mondiale. Elle a été élevée en Europe par une gouvernante française, puis est devenue directrice d’un musée au Connecticut et militante féministe. Divorcée, elle est désormais installée sur l’île chez sa fille où elle l’aide à s’occuper des enfants, en particulier durant les longues absences de Mélanie. Elle a aussi deux fils, Édouard et Jean, mais a coupé le contact avec eux après son divorce. Son mari était un chirurgien. Dans le tome 3, elle se sent décliner, ce dont témoigne un léger tremblement dans sa main. Elle ne veut plus rencontrer de nouvelles personnes, mais c’est pour son 80e anniversaire que Tchouan organise une fête où se retrouvent plusieurs des personnages. Avant le tome 5, elle s’est fait dire par un médecin qu’elle n’en a plus que pour quelques mois à vivre. Elle doit marcher avec une canne et Marie-Sylvie s’occupe d’elle. Elle passe ses journées chez elle à écouter de la musique classique. Elle voit le fantôme de Caroline la visiter, mais reçoit aussi la visite de vieux amis comme Franz et Adrien. On apprend en passant dans le tome 6 qu’elle est décédée, sans plus de détails.

- Joseph, père de Daniel, est un scientifique fortuné. C’est son argent qui finance le train de vie aisé de son fils et de sa famille. Il aurait été persécuté lors de la Deuxième Guerre mondiale. Il apparaît en personne à la fin du tome 2 alors qu’il vient assister à la cérémonie organisée à la mémoire de Jean-Mathieu, qu’il a bien connu. Il joue du violon dans ses temps libres et est président de l’Institut de biologie marine.

- Renata, tante de Mélanie et sœur d’Esther, avocate, mariée au juge Claude, mais elle a eu d’autres maris auparavant, dont le musicien et compositeur Franz. Elle est proche de Jacques, mais il n’est pas expliqué clairement quelle est leur relation. Elle aurait pu elle-aussi devenir juge, mais l’idée de devoir condamner des êtres peut-être innocents à des peines lui semblant cruelles lui répugne. À la différence de son mari, elle se voit comme étant du côté des humbles et des opprimés. Elle se retrouve en convalescence dans l’île dans le tome 1. Dans le tome 4, elle a surmonté ses réticentes et est devenue juge ; elle est aussi devenue la plus proche confidente de Mélanie. Comme plusieurs des personnages, elle est inspirée d’une personne réelle, une Française nommée Patricia[47].

- Franz, ex-mari de Renata. Il est né à Kiev en Ukraine mais sa famille a émigré alors qu’il n’avait que quatre ans. Il était un enfant prodige de la musique qui effectuait des tournées aux États-Unis à l’âge de 10 ans. Aujourd'hui c’est un chef d’orchestre et compositeur qui se produit un peu partout en Europe. Il a fait du War Requiem de Benjamin Britten sa pièce phare. Dans le tome 3, il est installé dans les Antilles où il travaille à une pièce qui lui a été commandée. Il a une sœur plus jeune, Lilli, pianiste virtuose, et un fils encore jeune qu’il a fait appeler Yehudi en hommage au violoniste Yehudi Menuhin. Il y a eu de nombreuses femmes dans sa vie et dans le tome 4 il vient d’épouser une femme beaucoup plus jeune que lui, Rachel, qui est enceinte de lui. Dans le tome 5, il rend visite à Esther, et elle remarque que même s’ils ont le même âge, il est en bien meilleure santé qu’elle et a encore beaucoup de projets en cours. Il a eu un second fils, prénommé Wolfgang. Il est celui qui remet un prix à Fleur après la première de sa Nouvelle symphonie, ayant tout de suite apprécié le génie du jeune compositeur.

- Claude, mari actuel de Renata, juge comme l’était son père. Il est le premier personnage à apparaître dans le cycle. Il est satisfait de son statut social et ne dédaigne pas les privilèges qui s’y rattachent. Il comprend la nécessité d’une justice parfois stricte, mais est aussi critique de la justice américaine qui multiplie les condamnations à mort.

### La famille du pasteur Jérémy
- Jérémy, pasteur protestant, prêchant contre la débauche et le crime. Il prévient ses enfants de l’influence néfaste des « mauvais nègres », mais sa fille Vénus passe son temps dans les fêtes et ses fils Carlos et le Toqué sont de petits délinquants. Il se lie d’amitié avec l’universitaire Jacques, qui s’installe en face de chez lui. Il a deux autres filles, Deandra et Tiffany, plus jeunes. Sa femme est appelée simplement Mama.

- Vénus, fille du pasteur Jérémy. Elle est chanteuse dans un groupe qui fait l’animation lors de la fête organisée par Mélanie pour la naissance de Vincent. Entre les tomes 1 et 2, elle est brièvement mariée au capitaine Williams, un marin beaucoup plus âgé qu’elle aux activités louches et qui est mort en mer dans des circonstances mystérieuses. Elle l’a rencontré lors de son travail comme escorte dans un club. Elle doit vendre les possessions du capitaine afin de payer les services de l’avocate Perdue Baltimore qui défend son frère Carlos, mais la somme récoltée ne suffit pas et elle est désormais endettée. Perdue l’encourage à faire des études pour échapper à son sort. Au tome 4, elle a une fille nommée Rebecca qui est mulâtre et à qui elle ne veut pas révéler l’identité de son père, mais on soupçonne qu’il s’agit de Rick, l’ancien associé de son mari, qui l’aurait prise de force. Elle s’est mise aux études tout en travaillant de jour dans un hôtel et élevant sa fille en mère célibataire. À l’âge de 7 ans, un 7 juin, elle a été agressée sexuellement par deux motocyclistes sur un terrain vague ; les deux ont ensuite été tués lorsque frappés par un camion, et elle se demande si ce n’est pas le résultat de la vengeance qu’elle a souhaitée. Dans le tome 10, elle a terminé ses études, et rêve de défendre de jeunes noirs accusés par erreur, comme le fait son héroïne Perdue Baltimore.

- Rebecca, fille de Vénus née entre les tomes 3 et 4. Quand elle apparaît la première fois, au début du tome 4, elle a six ans et est déjà à l’école et étudie aussi le chant. Elle ne sait pas qui est son père. Dans le tome 10, devenue adolescente, c’est elle qui chante au temple de la Cité du Corail, comme l’avait fait auparavant sa mère.

- Trevor, contrebassiste et guitariste dans un orchestre de jazz, amant de Vénus. Rebecca aimerait qu’il soit son père.

- Carlos, fils du pasteur Jérémy et frère de Vénus. Petit délinquant spécialisé dans le vol de bicyclettes. Il a une chienne nommée Polly. Il tire un coup de feu qui blesse son ami Lazaro lors d’une dispute au sujet d’une montre de marque Adidas. Au début du tome 3, il purge une peine de prison dans un établissement pour mineurs, mais il risque d’être transféré dans une prison pour adultes en Louisiane lorsqu'il aura 21 ans. L’avocate Perdue Baltimore, engagée par sa sœur, travaille avec acharnement pour améliorer ses conditions de détention. Il doit également craindre Lazaro, qui est déterminé à se venger de lui quand il sera libéré. Il est finalement libéré dans le tome 10, et sa mère se rend en voiture jusque dans la région d’Atlanta pour le recueillir à sa sortie de prison. Sa mère a honte de lui, lui reproche d’avoir gâché sa jeunesse par un geste stupide et irréfléchi alors que lui se considère victime d’une injustice.

- Le Toqué, frère de Vénus et Carlos. Il est boiteux de naissance et accompagne souvent son frère dans ses larcins. Il affectionne les voitures décapotables et c’est lui qui prête sa voiture à sa mère quand elle va recueillir Carlos à sa sortie de prison. Sa mère se demande si cette voiture n’a pas été volée elle aussi.

- Cornélius, oncle de Jérémy et vétéran décoré de la Guerre de Corée. Musicien de jazz, il joue dans des clubs mal-famés. Il souffre de tuberculose et a eu des enfants de nombreuses femmes. Il habite dans une roulotte sur un terrain vague et meurt un jour dans son sommeil. Originaire de La Nouvelle-Orléans, il a effectué de nombreuses tournées, enregistré plusieurs disques et était respecté des musiciens de jazz de Harlem avant d’aboutir au Club mixte de l’île. Il était un consommateur de drogues, qui ont peut-être contribué à son décès prématuré.

- Lazaro, jeune garçon d’origine égyptienne. Apparaît dans le tome 2 d’abord comme un proche ami de Carlos, mais les deux se brouillent et Carlos le blesse par balles, mais pas sérieusement, alors qu’ils se disputent au sujet d’une montre de marque Adidas. Il pratique la boxe. Il a fui l’Égypte avec sa mère Caridad en raison de la croissance de l’extrémisme, mais il est lui-même farouchement opposé à la libération des femmes et commence à ruminer des fantasmes de commettre un acte terroriste contre les non-musulmans. Il apparaît brièvement à la fête d’Esther où il vient livrer un plateau de fruits de mer aux invités.

- Richard ou Rick, ancien associé du capitaine Williams dans ses trafics louches, il cherche ensuite à se rapprocher de sa veuve, Vénus, qu’il prend de force, faisant de lui le père présumé de Rebecca. Il découvre Carlos alors qu’il essaie de se cacher dans le bateau du capitaine après avoir tiré sur Lazaro. Vénus le soupçonne d’être responsable de la mort de son mari, qu’elle ne croit pas être accidentelle.

### Le cercle des intellectuels et artistes de l’île
- Jacques, universitaire spécialiste de Kafka, proche de Renata, ayant eu de nombreux amants. Il vient s’installer sur l’île alors qu’il meurt du sida, ayant avec lui son dernier amant, un jeune homme nommé Tanjou rencontré au Pakistan. Celui-ci reste d’abord sur l’île après le décès de Jacques, jouant au tennis, mais dans le tome 3, il a quitté l’île pour New York mais on n’a plus de nouvelles de lui. Samuel soupçonne qu’il a été victime des attentats du 11 septembre 2001.

- Jean-Mathieu, écrivain vieillissant. Il a grandi dans la pauvreté à Halifax et a connu le poète Dylan Thomas dans ses derniers jours à New York. Il affectionne les poètes morts jeunes, comme Keats et Chatterton. Il voyage à Venise en Italie pendant qu’il travaille à une biographie de Stendhal. Il était aussi un ami de Jacques et s’intéresse maintenant à Caroline. Il se tient avec deux autres écrivains célèbres, Charles et Adrien. À Venise, il s’évanouit en contemplant un tableau de Véronèse ayant pour thème la vieillesse et meurt peu après. Edouardo rapporte ses cendres à l’île, où elles sont dispersées en mer.

- Caroline, photographe artistique. Elle a dû renoncer à exercer le métier d’architecte pour lequel elle avait été formée, et a également appris à piloter un avion. Elle a réalisé un portrait célèbre du poète Dylan Thomas, et de plusieurs autres poètes de cette époque. Elle a rencontré Charly lors d’un voyage en Jamaïque, la prenant en photo en train de danser, puis l’a invitée à travailler pour elle comme chauffeur, puisqu'elle est trop vieille pour conduire elle-même sa Mercedes. Elle a une liaison avec Jean-Mathieu, mais Charly s’interpose entre les deux, sans que Caroline ne le sache. Au début du tome 3 elle commence à perdre ses esprits, après avoir été vue se promener seule la nuit avec un chien. Son accompagnatrice Désirée, que dans sa confusion elle prend pour son ancienne gouvernante Harriett, la garde désormais à domicile, de crainte qu’il lui arrive malheur, ce qui l’empêche d’assister à la fête d’anniversaire d’Esther. Elle meurt entre les tomes 3 et 4.

- Charly, de son vrai nom Charlotte, jeune femme androgyne, a servi de modèle à Caroline et travaille ensuite pour elle comme chauffeur. Elle a grandi en Jamaïque, fille d’un militaire américain. Elle aime adopter des animaux. Elle a intercepté la lettre d’au revoir que Jean-Mathieu a adressé à Caroline avant de partir pour l’Italie et l’a détruite. Les amies de Caroline la soupçonnent d’être toxicomane et d’avoir donné des drogues à sa patronne. Elle frappe Caroline en une occasion, mais celle-ci laisse passer le geste. Cependant elle sera renvoyée pour une histoire de faux chèques et de petits vols. Elle réapparaît plus tard alors qu’Adrien s’est épris d’elle, malgré la grande différence d’âge entre les deux, et qu’elle lui sert à lui-aussi de chauffeur.

- Adrien, vieux poète, ami de Jean-Mathieu, amateur d’échecs. Marié à Suzanne, il est toujours en pleine forme malgré son âge, jouant régulièrement au tennis. Ils ont deux filles et un fils. Adrien critique autant le livre de Daniel, qu’il n’a pas lu en entier, que Cyril, le jeune ami de Charles, en qui il ne voit qu’un profiteur sans talent. Il livre aussi une critique acerbe du livre d’Augustino, ce qui heurte profondément ce dernier. Il se prépare dans le tome 5 à vendre la maison où il a vécu avec Suzanne afin de s’installer à New York. Cependant, il revoit Charly aux abords d’un court de tennis et se sent attiré par elle, même s’il sait qu’une aventure avec elle pourrait avoir des conséquences fatales. Dans le tome 6, il est toujours secoué par la décision de Suzanne d’en finir et ressent un grand vide. Dans le tome 7, il a atteint 90 ans mais écrit encore. Il a engagé Charly comme chauffeur et a aussi une gouvernante originaire des Bahamas nommée Dorotea à qui il apprend à lire et qui lui recommande de se méfier de Charly. Dans le tome 8, il est invité à recevoir un prix et prend l’avion pour se rendre à la cérémonie, ce qui lui permettra de passer un peu de temps avec ses enfants qu’il ne voit plus beaucoup et avec qui il a de la difficulté à maintenir un contact. Dans les deux derniers tomes, il passe son temps au Grand Hôtel où il travaille à un grand poème sur Faust et fait la conversation avec le serveur Simon avec qui il s’est lié d’amitié.

- Suzanne, femme d’Adrien, est beaucoup moins acerbe que lui, mais elle aussi écrivaine, elle peine à voir son talent d’écrivain reconnu par le cercle d’amis de son mari. Elle a peur de dépérir en raison de la vieillesse et a décidé de mettre fin à ses jours avec son mari avant que cela ne se produise. Dans le tome 4, atteinte de leucémie, elle décide de se rendre en Suisse avec son mari pour obtenir un suicide assisté, à la surprise de ses amies qui ne croient pas que sa situation soit suffisamment pénible pour justifier cette solution. Contrairement à ses desseins initiaux, Adrien continue à vivre après son décès. Daniel, qui l’appréciait beaucoup, autant comme personne que comme écrivain, est hanté par son absence alors qu’il participe à une conférence en Écosse.

- Charles, écrivain, ami de Jean-Mathieu, mais issu d’une famille aisée, contrairement à ce dernier. Il est obsédé par la mort et cherche à épurer sa pensée par des retraites spirituelles dans des monastères. Il voyage en Inde pendant que Jean-Mathieu est en Italie et y rencontre le jeune Cyril, qui s’accroche à lui. Dans le tome 7, on apprend qu’il est mort peu de temps après Frédéric et qu’il a laissé leur maison à la ville pour qu’elle accueille de jeunes écrivains.

- Frédéric, ancien enfant-prodige du piano, ami de Jean-Mathieu. Il s’est ensuite tourné vers le dessin. Il est aujourd'hui très malade, il perd la mémoire, ne mange presque plus et est soigné par son jardinier, Edouardo et par Juan, dont on ne connaît que le nom. Il a vécu longtemps avec Charles, qui l’a quitté pour poursuivre sa quête spirituelle. Sa villa est cambriolée, semble-t-il par Carlos et son frère. Il est trop faible pour assister à la cérémonie organisée pour marquer le décès de Jean-Mathieu. Son déclin a commencé brutalement par une chute au bord de la piscine. On apprend sa mort dans le tome 7, qui est survenue peu avant celle de Charles. Il fumait beaucoup et à un moment s’est installé dans sa chambre pour ne plus la quitter. Il avait un ami d’origine haïtienne nommé Grégoire. Il payait souvent de sa poche la caution de jeunes noirs du quartier qui avaient fait des bêtises, afin de leur permettre de poursuivre leurs études. Il amenait Grégoire dans sa vieille voiture assister aux courses de chiens et bien qu’il n’aimait pas les courses, il avait le don de deviner quel chien allait gagner. Grégoire investissait les sommes ainsi récoltées dans l’éducation de son fils. Frédéric avait aussi donné de l’argent à un jeune acteur noir, Désiré Lacroix, mais celui-ci avait vraiment mal tourné, entraîné par ses toxicomanies dans des crimes de plus en plus graves et ayant fini par tuer cinq personnes lors d’un vol de banque. Emprisonné en Californie, Désiré continuait de contacter Frédéric pour lui extorquer d’importantes sommes d’argent.

- Edouardo, jardinier de Frédéric qui prend soin de lui dans son déclin. Originaire du Mexique. Il part ensuite en Italie afin de rapporter les cendres de Jean-Mathieu, laissant Juan s’occuper seul de son patron.

- Cyril, jeune acteur de trente ans rencontré par Charles en Inde, qui ne peut plus se passer de sa présence devenue accaparante. Il voyage régulièrement en Angleterre pour jouer dans des pièces de Tennessee Williams. Il décide de quitter Charles à la fin du tome 3 parce qu’il se sent dénigré par les amis de ce dernier, et en particulier par Adrien qui ne voit en lui qu’un profiteur sans talent.

- Ari, sculpteur. Ami de Frédéric. Après avoir trempé dans le trafic de stupéfiants dans sa jeunesse, il voyage en Inde et en Asie, où il tombe sous l’influence d’un maître bouddhiste, le moine Asoka, originaire du Sri Lanka, dont il édite la lettre d’information. Marié sur le tard, il a une fille, Lou. Il demande à Asoka d’en être le parrain, mais se fâche avec sa femme Ingrid parce qu’elle insiste pour la faire baptiser, ce qui provoque leur séparation puis leur divorce. Au début du tome 4, il est en voyage au Guatemala avec Asoka. Il se demande s’il a trop donné de jouets à sa fille, ayant lui-même grandi dans un milieu modeste et comparant sa fille aux enfants guatémaltèques déjà forcés à travailler au même âge. Dans le tome 5, il travaille sur un bateau nommé Le bateau de Lou en l’honneur de sa fille. Cependant, les relations entre les deux deviennent plus difficiles parce qu’elle le soupçonne d’avoir une maîtresse à New York, alors qu’il dit ne s’y rendre que pour y faire avancer sa carrière de sculpteur. Dans le tome 8, les relations difficiles avec sa fille se poursuivent, alors qu’il a rompu avec sa maîtresse, Noémie.

- Ingrid, ex-épouse d’Ari, mère de Lou. Elle a aussi un fils d’une union précédente, Jules (aussi appelé Julien), qui vit avec elle. Elle veut donner une éducation catholique à sa fille, contre les vœux d’Ari. Elle est commissaire des écoles catholiques et agente immobilière.

- Lou, fille d’Ari et d’Ingrid, s’appelle en réalité Marie-Louise mais ne veut être désignée que par le diminutif. Conçue sur le tard par ses parents, elle passe de la maison de sa mère à celle de son père après leur divorce, à la suite d'une entente de garde partagée. Dans le tome 5, elle demande à son père de l’emmener au Panama dans le bateau auquel il a donné son nom. Elle le soupçonne d’avoir une maîtresse à New York, ce qui contribue à l’éloigner de lui. Elle se sent déchirée entre ses deux parents, dont les vues sur son éducation sont contradictoires. Elle trouve son père trop strict et essaie de s’échapper de son emprise en passant les vendredis soir chez son amie Rosie, qui fait partie d’une grande famille. Lou sait qu’une de ses camarades de classe, Sophia, a fait une déclaration mensongère pour faire congédier son professeur de mathématiques, en l’accusant faussement d’attouchements sexuels. Mais Lou ne sait pas à qui se confier qui pourrait la croire ; elle pense en parler à son père mais y renonce car elle pense qu’il ne la comprend plus. Dans le tome 8, elle dit à sa mère qu’elle voudrait vivre toujours chez elle, ce que la garde partagée ne permet pas. Elle est invitée à passer la nuit chez une amie, Emma, mais les parents de celle-ci sont choqués par son apparence débraillée, et craignant la mauvaise influence qu’elle pourrait exercer sur leur fille, la renvoient chez elle, ce qui l’humilie profondément. Ses parents s’entendent finalement entre eux pour l’inscrire dans une école privilégiant les arts. Elle souhaiterait que ce rare instant de connivence entre eux mène à leur réconciliation, mais en vain. Dans le tome 9, elle écrit à son parrain le moine bouddhiste Asoka lui expliquant qu’elle s’habille désormais en garçon et veut se faire appeler Benjamin. Elle veut aussi le visiter dans son monastère en Mongolie et cherche à obtenir des conseils de vie auprès de lui. Ces nouvelles déconcertent un peu le moine, mais il garde l’esprit ouvert.

- Noémie, jeune sculptrice et critique d’art vivant à New York, nouvelle amie d’Ari. Elle pratique la méditation dans les parcs. Lou ne l’aime pas, au désarroi de son père. Sa relation avec Ari ne durera pas.

- Tchouan, designer d’origine asiatique, mariée à Olivier et mère de Jermaine. Amie de Mélanie qui admire son talent artistique et discute politique avec elle. Elle organise chez elle une fête à l’occasion de l’anniversaire d’Esther au début du tome 3.

- Olivier, mari de Tchouan, beaucoup plus grand qu’elle, a été un des premiers sénateurs noirs du pays mais il est maintenant à la retraite et occupe son temps à écrire. Son fils Jermaine lui réclame régulièrement de l’argent et d’emprunter sa voiture. Après avoir visité celui-ci à Los Angeles, il tombe dans une dépression, obsédé par l’idée que le gouvernement va réintroduire la conscription et forcera son fils à aller combattre au Moyen-Orient. Ses idées paranoïaques deviennent de plus en plus obsédantes, alors qu’il croit recevoir des lettres de menaces en réponse à ses écrits sur l’histoire des Afro-Américains. Dans le tome 5, son délire est devenu complet et il s’imagine voir dans le meurtrier d’une jeune fille à Chicago le jeune Lazaro. Dans le tome 10, il est confiné à une chaise roulante mais continue d’écrire.

- Jermaine, fils de Tchouan et Olivier, il est un ami de Samuel. Il se teint les cheveux en blond et ne s’intéresse qu’aux voitures et aux jeux vidéo, au désespoir de son père. Mais dans le tome 4, il est installé à Los Angeles où il travaille comme producteur de films, apparemment avec beaucoup de succès. Dans le tome 7, il veut tourner un documentaire sur son père, dont la santé décline rapidement, afin de l’interroger sur son passé de militant des droits civiques. Il demande à Daniel, qu’Olivier apprécie beaucoup, de parler à son père pour le convaincre de collaborer au projet.

- Nora, peintre mariée au diplomate norvégien Christiensen, elle a grandi en Afrique centrale où son père était médecin. Encore aujourd'hui, elle préfère travailler dans un hôpital pour enfants abandonnés au Congo alors que sa fille Greta est sur le point d’accoucher et lui reproche son absence. Elle est présente à la fête d’anniversaire d’Esther et s’y entretient longuement avec elle. Elle a étudié les beaux-arts dans sa jeunesse mais y a renoncé. Son fils Hans est agent de bord et elle rêve qu’il se trouvait sur l’avion qui s’est écrasé dans un champ le 11 septembre. Elle trouve qu’il admire trop son père, qu’il considère comme un héros, alors qu’il n’est qu’un homme qui essaie de faire ce qu’il peut. Elle prépare à la fin du tome 4 une exposition dans l’île, mais n’est pas satisfaite de ses tableaux qui ne réussissent pas à capturer l’atmosphère de l’Afrique, et rêve d’être de retour à Lubumbashi pour s’occuper des enfants orphelins. Dans le tome 5 elle peint désormais dans son jardin. Son mari est au Niger, mais elle n’est pas retournée en Afrique et le regrette, ayant choisi plutôt de rester sur l’île où sa grande maison est prête à accueillir ses enfants qui ne lui rendent cependant pas souvent visite. À la fin du tome 6, elle apprend que son mari n’est pas ce qu’il semblait — un diplomate défenseur des droits de la personne — mais plutôt un opérateur clandestin qui cherche à déstabiliser l’économie des pays où il travaille.

- Valérie et son mari Bernard, couple d’écrivains fraîchement arrivés d’Europe sur l’île. Ils assistent à la fête d’anniversaire d’Esther à qui on les présente. Bernard et ses amis ne croient pas qu’une femme peut écrire des livres de valeur. Ils assistent à nouveau à la fête de Noël dans le tome 4.

- Isaac, riche architecte, oncle de Daniel, il a conçu plusieurs des édifices les plus en vue de l’île et est aussi le propriétaire du Grand Hôtel. C’est lui qui organise la cérémonie où se retrouvent plusieurs personnages à la fin du tome 2 pour la dispersion des cendres de Jean-Mathieu au large d’une île qui lui appartient, mais qu’il nomme « l’île qui n’appartient à personne ». Il y a érigé une tour où peuvent séjourner ses amis poètes et où il passe lui aussi du temps. L’île sert aussi de sanctuaire naturel pour différentes espèces d’animaux menacés, dont les panthères floridiennes. Dans le tome 7, il est désormais centenaire et toujours en vie.

- Rodrigo, poète brésilien, il rencontre Daniel dans son monastère espagnol. Il a lu son premier livre et l’admire. Il méprise les écrivains qui recherchent le succès et, célibataire, il considère que Daniel gâche son talent en s’encombrant d’une famille nombreuse. Daniel le revoit en rêve plusieurs fois dans le tome 8 et l’imagine chassé de son pays en raison de problèmes politiques, errant en mendiant et vêtu de haillons.

- Mark, artiste plasticien et disciple de Damien Hirst, rejetant ouvertement les maîtres de la Renaissance, il cherche à créer des œuvres provocantes. Il est l’ami de Carmen, qui partage la même vision esthétique.

- Justin, écrivain dont le sujet est le Japon moderne, et particulièrement les bombardements atomiques d'Hiroshima et de Nagasaki. Fils d’un pasteur, il est né en Chine du nord. C’était un ami de Jean-Mathieu, mais il est mort plusieurs années auparavant selon le tome 2. Il s’était disputé avec Caroline, qui considère que la guerre était nécessaire et lui a permis de devenir pilote d’avion. Dans le tome 7, son livre le plus célèbre vient d’être réédité vingt ans après sa publication originale.

- Stephen, jeune écrivain de 30 ans en résidence dans l’ancienne maison de Frédéric et Charles. Il offre du hashish à Daniel lors de leur première rencontre. Il a installé Eli avec lui, un très beau jeune homme venu du nord qui cependant le trompe de manière éhontée. Daniel trouve qu’il est une personne dangereuse pour Stephen, notamment parce qu’il est toxicomane, et le décrit comme « un démon aussi pernicieux que séducteur ». Stephen en fait le sujet principal de son livre, allant le visiter régulièrement en prison où ce dernier s’est retrouvé en raison de sa participation au trafic des stupéfiants. Dans le tome 9, il a complété son livre, intitulé Démons, et l’a envoyé à son éditeur. Dans le tome 10, il travaille désormais à une biographie de Charles tout en habitant son ancienne maison. Éli, en prison, a lu son livre à son sujet et l’a trouvé amusant.

- Henri, photographe, il avait connu Frédéric et Charles alors qu’il était encore un jeune hippie et que Jacques était toujours vivant. Il est ensuite devenu correspondant de guerre et dans le tome 7, il craint que son fils de 20 ans ne soit conscrit dans l’armée, comprenant désormais l’horreur de la guerre. Il revient photographier la maison de Charles et y rencontre Daniel, échangeant longuement avec lui ses souvenirs de ses deux vieux amis désormais décédés.

- J’aime, dont le vrai nom est James, jeune homme atteint de paralysie cérébrale, il est aussi un peintre de talent que l’auteure compare à Jean-Michel Basquiat, mort à 27 ans. Daniel admire sa capacité à surmonter sa condition.

### Petites Cendres et son monde
- Petites Cendres, de son vrai nom Ashley, dans la quarantaine au début du tome 3, où elle est le premier personnage à apparaître. Travestie, elle travaille comme danseuse et prostituée dans un bar du quartier pauvre de l’île. Elle était employée d’entretien dans un hôtel où un client l’a remarquée et entraînée dans ses perversions sexuelles en échange de l’argent dont elle a besoin pour assouvir sa toxicomanie. Au début du tome 4, elle se retrouve à l’église de la révérende Ézéquielle. Elle danse dans le saloon Porte du Baiser après que son propriétaire, Yinn, l’ait prise sous son aile. Elle est amoureuse de Yinn, mais sans espoir. Au début du tome 6, elle habite dans une maison de chambres tenue par Mabel, son séjour étant payé par un bienfaiteur désirant garder l’anonymat, mais qu’on apprend plus tard être Yinn. Elle est déprimée et passe ses journées couchée, ayant perdu toute envie d’agir. Dans le tome 7, elle a intégré la maison « La Répétition », créée par Yinn pour héberger ses anciennes danseuses, et il semble que la maladie ne lui laissera pas longtemps à vivre. Cependant, elle serait heureuse, n'était-ce qu’un de ses anciens clients l’accuse de l’avoir infecté quelques années plus tôt, ce qui semble impossible à Petites Cendres puisqu'il n’y a pas eu entre eux d’acte sexuel. Dans le tome 8, elle se porte beaucoup mieux puisqu'elle s’est mise à pratiquer le jogging le long de la mer. Au début du tome 9, elle se dirige avec Robbie et Mabel vers la plage des Pélicans en hommage au jeune Angel. L’auteure avouera qu’il s’agit d’un de ses personnages préférés, qu’il est inspiré d’un délinquant noir dont elle assiste à l’arrestation dans une rue de Key West, et qu’elle compte poursuivre son histoire dans un autre roman qui ne fera pas partie du cycle de Soifs[48]. Ce qui se réalise en 2020 lorsqu'elle publie le roman Petites Cendres ou la capture, où le personnage revient dans un rôle central.

- La Reine du Désert, artiste travestie qui donne des spectacles musicaux avec Ashley.

- Timothy, dit Timo, jeune homme originaire de Savannah, prostitué mâle bisexuel se tenant au bar le Vendredi Décadent, ami de Petites Cendres et de la Reine du Désert. Au début du tome 4, il est soupçonné d’avoir volé la voiture d’un client pour commettre un braquage dans un commerce de l’île et disparaît de la circulation. Petites Cendres s’imagine qu’il a été arrêté ou tué dans une confrontation avec la police.

- Yinn, transsexuel, marié à Jason. Nouveau propriétaire du saloon Porte du baiser où se produisent Petites Cendres et Robbie. D'origine thaïlandaise, il est le plus jeune garçon d’une famille élevée par une mère couturière, pour laquelle il a volé des machines à coudre afin de lui faciliter la tâche. Sa mère vit avec lui et coud ses costumes de scène, car il est la vedette des spectacles présentés par le club. Dans le tome 6, il a un plan d’ouvrir une maison de retraite pour les anciennes danseuses devenues incapables de faire de la scène. Il a effectué une tournée triomphale en Asie qui lui a rapporté beaucoup d’argent. Il va avoir 33 ans, un âge qu’il considère comme fatidique. Dans le tome 7, il a ouvert sa maison de retraite, La Répétition, au sein d’un nouveau quartier nommé les Jardins des Acacias, et y a installé Petites Cendres, qui se porte de plus en plus mal.

- Robbie, danseuse au saloon Porte du Baiser, elle a vingt ans de moins que Petites Cendres et est bavarde et provocante. Elle est d’origine portoricaine. Dans le tome 6, elle a repris le rôle de Petites Cendres sur scène, puisque ce dernier ne veut plus danser. Elle a un scorpion tatoué sur l’épaule avec la phrase « Robbie est la propriété de Daddy », souvenir d’une liaison qui n’a pas duré. Elle succède à Yinn comme reine du carnaval et on assiste à son couronnement à la fin du tome 6. Dans le tome 8, elle est de plus en plus militante pour la cause des minorités sexuelles. Au début du tome 9, elle marche avec Petites Cendres et Mabel en direction de la plage des Pélicans en hommage à Angel. Dans le tome 10, elle s’apprête à ouvrir son propre bar, Le Fantasque, et ses amis Yinn, Geisha et Petites Cendres l’aident à le décorer. L’ouverture se terminera en bain de sang en raison de l’irruption d’un inconnu qui y fait exploser une bombe et tire sur les personnes présentes, faisant de nombreux morts.

- Herman, danseur au saloon, issu d’une famille aisée qui ne l’a pas rejeté, contrairement à d’autres danseurs. Il cherche à obtenir de Marcus, frère de la prostituée Louisa, qui est infirmier, des médicaments antidouleur, parce que sa jambe lui fait mal. Yinn constate qu’il a une tumeur cancéreuse et le force à subir une opération de toute urgence. Herman convainc finalement Marcus de lui procurer des médicaments illégalement, mais ce dernier a été surpris et est en prison pour ce geste. Le bas de la robe d’Herman est déchiré par les balles lorsque quelqu'un tire sur la foule dans le tome 6 ; il se demande si ce n’est pas quelqu'un qui veut venger Marcus. Il est atteint par un retour de son cancer. Yinn veut qu’il se soigne immédiatement, mais Herman en a assez et dit qu’il ne veut plus s’opposer à l’évolution naturelle de la maladie. Il s’effondre pendant la cérémonie de couronnement de Robbie comme reine du carnaval et meurt peu après, entouré des autres danseuses. Après son décès, sa mère commence à travailler au cabaret, aidant au maquillage des danseuses et à la billetterie, afin de se rapprocher de son fils.

- Le capitaine Thomas, propriétaire d’un navire qui fait faire des balades aux touristes. Il fréquente le saloon une fois par semaine et est amoureux de Yinn, qu’il tente de séduire. Il est chargé de disperser en mer les cendres de Fatalité.

- Victoire, transsexuelle que Yinn présente à sa troupe dans le tome 8 comme une nouvelle danseuse. Elle savait depuis sa plus tendre enfance qu’elle était une femme prisonnière dans un corps d’homme mais elle est quand même devenue ingénieur et soldat, combattant dans l’armée en Irak ou en Afghanistan avant que ses compagnons d’armes ne la rejettent. Elle habite aux Jardins des Acacias avec un Dobermann nommé Déesse. Elle prononce une conférence sur la diversité au collège de Mick, qui est reçue avec indifférence par la plupart des étudiants, sauf Mick, qui se lève pour l’applaudir. Elle assure la sécurité lors de la fête d’ouverture du bar de Robbie mais ne peut empêcher la tragédie. Cependant, elle détruit à mains nues une porte verrouillée, permettant de sauver quelques-unes des personnes qui se trouvaient derrière de l’asphyxie causée par l’incendie qui fait rage dans le bar.

- Alexandra et Léonie, jeunes mariées ayant profité de la légalisation du mariage pour les conjoints de même sexe. Elles militent pour les droits des homosexuels, participant à des manifestations parfois teintées de violence. Petites Cendres leur prête sa chambre aux Jardins des Acacias parce qu’elles n’ont pas de toit et qu’il préfère de toute façon dormir dans un hamac sur le balcon. Elles effectuent des travaux de menuiserie pour contribuer à l’achèvement du complexe. Elles périront dans l’attentat contre le bar de Robbie.

### Le cercle des amis de Mai
- Emilio, jeune garçon d’origine cubaine. Son père est un excellent joueur de volley-ball. La jeune Mai le rencontre un jour sur la plage, et Daniel leur achète une glace qu’ils partagent. Mai en tombe rapidement amoureuse. Cependant, dans le tome 4, elle ne le voit plus parce qu’il est inscrit dans une école catholique et qu’elle est à l’école publique.

- Manuel est le petit ami de Mai mais est nettement plus âgé qu’elle, puisqu'il conduit sa propre voiture alors qu’elle ne fait qu’entrer dans l’adolescence. Il est d’origine libanaise, semble-t-il, et son père fait du commerce plus ou moins licite mais qui semble rapporter gros. Il rêve d’ouvrir une discothèque souterraine. Son père et lui organisent une fête sur la plage dans le tome 5 à laquelle assistent Mai et son amie Tammy et où l’alcool et les drogues coulent en abondance ; la fête se termine par une descente de police et Manuel et son père sont escortés, menottes aux poignets. Dans le tome 6, son père est en prison et a dû fermer ses nombreuses discothèques.

- Tammy, amie de Mai, apparaît dans le tome 5. Jeune fille qui souffre de troubles alimentaires, elle est extrêmement maigre mais se voit trop grosse. Ses parents sont tous les deux écrivains. Elle ne veut pas lire ce qu’a écrit sa mère, de peur d’apprendre ce qu’elle pense vraiment d’elle. Elle fume du hasch que lui procure Manuel afin d’oublier ses problèmes d’alimentation. Tammy est une admiratrice de Michael Jackson, dont elle écoute la musique en boucle sur ses écouteurs. Elle a aussi dans sa chambre des affiches représentant les deux adolescents responsables de la Fusillade de Columbine, mais elle dit qu’elle est attirée par les adolescents incompris et malheureux, et non par les tueurs. Ses parents se disputent souvent et lui font savoir ainsi qu’à son frère que ce fut une erreur d’avoir des enfants, ce qui ne fait que renforcer le mal d’être qu’elle éprouve. Elle dit à Mai, qui l’a ramenée saine et sauve chez elle après la fête sur la plage, qu’elle a conclu un pacte avec son frère Mick, un mot qui ne manque pas d’inquiéter Mai qui craint le pire. Dans le tome 7, elle est devenue tellement maigre qu’on la surnomme "la Cadavre" et qu’elle n’ose plus sortir de chez elle. Elle croit qu’elle n’a plus d’amies, puisque même Mai l’a abandonnée en quittant l’île pour aller à l’université. Dans le tome 9, elle dépérit dans une clinique pour anorexiques et son frère est convaincu que ses parents se donnent bonne conscience en payant pour son hospitalisation, mais qu’ils attendent simplement qu’elle meure. Dans le tome 10, on apprend que sa maladie l’a emportée.

- Mick, le frère de Tammy, admire lui-aussi Michael Jackson et s’habille comme lui, ce qui lui cause des ennuis dans son collège très conservateur. Il rêve de devenir mannequin. Il encourage sa sœur à se nourrir convenablement, alors que les deux forment un front commun contre leurs parents. Il consomme régulièrement de la drogue. Il admire aussi Keith Richards, le guitariste des Rolling Stones, qui vient de publier son autobiographie. Dans le tome 7, il a créé un Pacte contre la haine en faveur des étudiants victimes d’intimidation. Il va dans différentes écoles et présente des photos de jeunes qui se sont enlevé la vie afin de sensibiliser les autres à ce problème. Dans le tome 8, il a été expulsé de sa famille avec une petite somme d’argent après que ses parents se soient rendu compte de ses penchants homosexuels. Ils auraient voulu faire de même pour sa sœur, mais elle était trop faible. Après avoir erré dans plusieurs villes, il est recueilli à Atlanta par un moine franciscain, le frère Luke, qui s’est fait une spécialité d’accueillir les jeunes gens renvoyés par les familles catholiques. Dans le tome 9, il est rappelé par ses parents, désespérés par l’état de leur fille et qui espèrent que sa présence pourra lui faire du bien. Il revient uniquement par amour pour sa sœur gravement malade. Son père lui demande de revenir définitivement, parce que sa mère elle-aussi souffre beaucoup de son absence, mais il n’est pas certain que cela ne soit pas une simple stratégie pour le ramener dans leur giron alors qu’il a réussi à prendre sa vie en mains sans ses parents. Dans le tome 10, il doit pleurer la mort du musicien Prince, quelques années après celle de Michael Jackson. Il est à la fête organisée pour l’ouverture du bar de Robbie, étant devenue une figure respectée de la lutte pour l’égalité des droits malgré son jeune âge.

- Jérôme l’Africain, a été enfant soldat en Côte d'Ivoire avant d’aboutir sur l’île où, assis sur une bicyclette, il vend des colifichets en contemplant la mer. Tammy le soupçonne de vendre aussi des drogues. Parfois, il crie tout haut son désespoir.

### Fleur et son entourage
- Garçon Fleur, ou Fleur, jeune musicien prodige né sur une ferme en Alabama. Dans sa jeunesse, il n’a pas le physique de l’emploi puisqu'il a les mains potelées et se gave de nachos. Daniel et Rodrigo le voient se produire au monastère en Espagne. Il réapparaît au début du tome 6 où il est désormais un jeune adulte qui a abouti dans les mauvais quartiers de l’île où il vit dans la rue, son image d’enfant prodige éclatée. Il sait encore jouer, mais répète mécaniquement à la flûte traversière une sonate qu’il avait longuement étudiée avec une jeune violoniste coréenne dont il était tombé amoureux. Les deux ont gagné un concours leur permettant de poursuivre leurs études à Moscou, mais la mère de Fleur, Martha, ne l’a pas laissé y aller, le trouvant trop jeune, provoquant sa déchéance. Cette décision a également mené au divorce de ses parents. L’auteur fait un parallèle entre Fleur, l’enfant prodige brimé, et la petite Jessica Dubroff, évoquée quelque temps auparavant, tuée à six ans dans l’écrasement de l’avion qu’elle pilotait, son instructeur n’ayant pas su réprimer son envie folle de piloter dans toutes les conditions. Il est proche de Kim et a lui-aussi un chien, nommé Damien. Il essaie d’écrire sa Nouvelle Symphonie qui intègre des sons de la rue comme des sirènes. Il est inspiré par une œuvre de Péter Eötvös, « Les Sept », qui évoque la tragédie de la navette spatiale Columbia. Sa mère voudrait qu’il revienne à la maison, où il pourrait rejoindre un orchestre cajun dans lequel jouent deux de ses amis. Il a un autre projet de composition, « l’Opéra Extinction », qui raconterait les derniers instants du monde avant sa destruction. Dans le tome 7, il a complété sa Nouvelle Symphonie, dont la première a été jouée avec succès à New York, mais il demeure insatisfait du résultat et pense à reprendre une vie d’errance, cette fois à New York, se détournant du succès qui s’offre à lui. Cependant, à la fin du volume, il décide d’aller de l’avant avec une tournée de concerts en Europe organisée par Franz. Dans le tome 8, il est à Rome où un jeune chef d’orchestre nommé Claudio dirige sa symphonie. On apprend que son vrai nom, utilisé sur le programme de ses concerts, est Andrew Adam. Dans le tome 9, il poursuit une tournée en Europe avec l’orchestre conduit par Claudio. Il y connaît le succès mais sa mère lui reproche de l’avoir abandonnée. Il regrette surtout de ne plus être en contact avec Kim et ses autres amis qu’il a connus quand il vivait dans la rue sur l’île. Il songe à écrire un opéra inspiré des nombreux massacres perpétrés dans les écoles, afin de réconforter les parents, après avoir pris connaissance par les journaux d’un autre événement du genre s’étant produit cette fois à Erfurt, en Allemagne alors qu’il est en tournée dans ce pays. Dans le tome 10, il a terminé cette œuvre, et à l’instigation de Claudio, décide de retourner en Amérique retrouver sa vraie famille, soit Kim et sa fille.

- Kim, jeune punk à chien qui vit dans la rue avec son berger allemand Max. Elle passe parfois du temps avec Bryan et est attirée par Fleur, dont elle reconnaît le génie. Elle joue elle-même de la tambourine. Elle est choquée lorsqu'un des rares hommes qui lui veut du bien, un vieux marin, est tué par des voyous qui veulent lui voler son argent. Elle en devient muette — ou cette condition est peut-être causée par le fait que Fleur l’a abandonnée pour aller produire sa symphonie à New York, lui laissant la garde de son chien Damien. Dans le tome 8, elle a eu un enfant avec un réfugié mexicain, Rafael, qui a déjà des enfants avec d’autres femmes. Elle nomme cette fille Perle Sauvée des Eaux. La mère de Fleur essaie de leur donner un coup de main pour les aider à survivre, mais ils veulent garder leur indépendance. Elle s’occupe toujours du chien Damien, même si elle ne croit plus au retour de Fleur. Cependant, celui-ci reviendra la retrouver à la fin du tome 10.

- Claudio, jeune chef d’orchestre italien, il dirige l’orchestre qui joue la Nouvelle Symphonie de Fleur à travers l’Europe. Issu d’une famille aisée, très cultivé, il est toujours impeccablement vêtu. Il est marié à une des violonistes de son orchestre, Anieta, et a deux filles. Il fréquente assidûment les églises catholiques. Dans le tome 9, il écoute sur ses écouteurs dans le train avec Fleur les « Kindertotenlieder » de Gustav Mahler, les chants des enfants morts, qui pourrait aussi servir de titre au volume. Dans le tome 10, c’est lui qui convainc Fleur de retrouver sa vraie famille restée en Amérique.

- Gabriel Wrath, itinérant plus âgé qui se lie d’amitié avec Fleur à Paris. Ancien prêtre condamné dans le passé pour une affaire de prédation sexuelle sur des jeunes, il est forcé de vivre sous un pont, ne pouvant plus légalement habiter nulle part. Il a plusieurs connaissances dans le milieu des musiciens, mais il exhale un parfum de menace en raison de son passé louche. Quelque part en Asie, il a tiré un jeune garçon nommé Tai d’un orphelinat et l’a adopté. Ses intentions étaient peut-être vertueuses à l’origine, mais leur relation a éventuellement dégénéré en une exploitation éhontée, et certains soupçonnent maintenant Wrath d’avoir tué son jeune protégé. Il détourne Fleur de son intention de retourner vivre dans la rue.

- Su, ex-batteur dans un groupe de rock, d’origine japonaise (Su n’est que la première syllabe de son véritable nom). Il est cocaïnomane et a perdu une dent dans une bataille à la sortie d’un concert et erre désormais dans les rues de Paris. Fleur voudrait jouer de la musique avec lui, mais sa santé est très mauvaise et il faudrait d’abord qu’il puisse le remettre sur pied.

- Bryan, qui se surnomme Brillant, il apparaît d’abord comme un jeune écrivain qui a perdu ses esprits après une série d’ouragans, dont l’un a détruit ses écrits. Il a vu son ami Victor périr écrasé dans un des ouragans, et ses chiens être emportés par le vent, ce qui a contribué à lui faire perdre la raison. Désormais, il ne fait plus que de la littérature orale. Il travaille le matin dans un café et boit le reste de la journée tout en déclamant son œuvre. Il a connu une jeunesse difficile, battu par sa mère et élevé par une gouvernante noire, Lucia. Il a fait plusieurs fugues. Sa sœur Isadora est illustratrice de livres pour enfants et l’encourage à écrire réellement, tandis que sa mère, ancienne mairesse, s’est depuis convertie à une secte religieuse et le rejette maintenant complètement. Il a sauvé des eaux du dernier ouragan un chien nommé Misha et tente désormais de l’apprivoiser alors que le chien demeure traumatisé dans un hôpital vétérinaire. Il est un coureur de fond — ou du moins l’était avant le dernier ouragan. Il a prêté sa chambre, qu’il n’utilise pas, au frère de Marcus et Lou, Virgile, et celui-ci lui a volé ses possessions, le conduisant lui-aussi en prison comme son frère. Cependant, une rédemption immense a lieu, alors qu’il commence à porter des repas aux résidents des Jardins des Acacias ne pouvant plus se déplacer, et essaie de rompre leur solitude. Il a ajouté un autre emploi, conduisant un vélo-taxi amenant les touristes faire des randonnées sur l’île, et a retrouvé une autre Lucia et l’a placée aux Jardins afin qu’elle soit un peu mieux traitée que dans la maison de repos sordide où ses proches l’avaient enfermée. Dans le tome 8 il a troqué son vélo-taxi pour une vieille voiture et travaille comme aide-infirmier à la clinique du Docteur Dieudonné tout en étudiant pour obtenir son diplôme. Il a à peu près renoncé à écrire son livre et continue d'œuvrer comme bénévole aux Jardins des Acacias. Dans le tome 9 il a obtenu son diplôme et demande Lucia en mariage, malgré leur différence d’âge, lors de la cérémonie à la mémoire d’Angel sur la plage des Pélicans. Dans le tome 10, il est un des intervenants lors de l’attentat contre le bar de Robbie. Il décide aussi avec Lucia d’adopter Kitty, qui était une amie d’Angel, une jeune fille très douée mais délaissée par ses parents débordés.

- Lucia a déjà été une femme d’affaires prospère, propriétaire d’une boutique de vêtements, mais prétextant son excentricité et ses pertes de mémoire, ses sœurs l’ont fait interner pour lui prendre son argent. C’est dans cet état pitoyable que Bryan l’a sauvée. Mabel lui a donné une perruche qui est désormais sa compagne, et elle s’est fait des amis aux Jardins des Acacias, retrouvant un peu de dignité. Bryan la demande en mariage à la fin du tome 9 et ensemble ils adoptent la petite Kitty.

- Angel, jeune garçon qui a été infecté par le sida lors d’une opération dans son enfance. Il vit désormais au Jardin des Acacias avec sa mère Lina et reste confiné à un fauteuil roulant, apparemment parce qu’il ne veut pas faire l’effort de réapprendre à marcher. Il ne s’intéresse qu’aux étoiles et à l’astronomie. Bryan et son chien Misha se prennent d’affection pour lui. Il vient de mourir quand commence le tome 9, et ses amis Petites Cendres, Robbie et Mabel marchent en direction de la plage des Pélicans, un lieu où il aimait qu’on l’emmène, en son honneur.

- Jill, jeune femme héroïnomane qui se promène dans les rues de l’île avec son fils Jonathan, précoce pour son âge. Son mari, qui la maltraite, est en prison et elle fréquente Rodriguez, qui ne vaut guère mieux puisqu'il provient d’une famille de voleurs et lui-même pratique le recel. Il la maltraite également. Bryan et Lucia veulent s’occuper d’elle et de son fils pour qu’elle puisse s’en sortir, mais Rodriguez vient la chercher aux Jardins et l’emmène de force avec lui. Les services sociaux lui retirent ensuite la garde de son fils, l’ayant trouvé dans sa chambre lorsqu'elle se prostituait pour payer ses drogues.

### Autres personnages
- La Vierge aux sacs, jeune femme démente qui prêche dans les rues de New York, assise sur le trottoir, une Bible à l’envers sur ses genoux. Samuel l’entend déclamer ses prophéties apocalyptiques. Elle est amie de l’Apôtre qui prêche dans les parcs de New York, après avoir fait de même dans les villes minières de l’est des États-Unis. Après le 11 septembre, Samuel s’inquiète de ne plus la voir installée à son coin de rue habituel et craint qu’elle n’ait été victime des attentats.

- Arnie Graal, chorégraphe et professeur de danse à New York. Il compte Samuel parmi ses élèves. Douzième enfant d’une famille africaine-américaine, il est l’auteur d’une quarantaine de chorégraphies, dont Matinée d’un survivant, sur laquelle il travaille dans le tome 2. Dans le tome 3, il lègue soudain la direction de sa compagnie de danse à Samuel, parce qu’il sait qu’il est en train de devenir aveugle. Il disparaît pour s’entourer des œuvres musicales qu’il a chéries tout au long de sa vie mais meurt avant le début du tome 4.

- Perdue Baltimore, avocate qui a travaillé avec Vénus au Club Mixte pour payer ses études. Elle est originaire des Bahamas. Vénus l’engage pour défendre son frère Carlos des accusations de tentative de meurtre qui pèsent sur lui pour avoir tiré sur Lazaro. Elle travaille avec acharnement pour empêcher que Carlos soit transféré dans une prison pour adultes en Louisiane à l’âge de 21 ans. Elle encourage Vénus à poursuivre elle-aussi ses études.

- Ézéchielle, femme corpulente, révérende dans une église protestante. Petites Cendres fréquente les lieux dans le tome 4. Elle rejette les évangélistes de la prospérité et prêche plutôt aux démunis et à ceux tombés dans la débauche. Elle vient de la Louisiane et a eu une vision prophétique de La Nouvelle-Orléans dévastée par les eaux avant l’ouragan Katrina.

- Le père Alfonso, prêtre catholique, ami de la révérende Ézéquielle même s’il trouve ses idées trop libérales. Il consacre son temps à œuvrer auprès des réfugiés. Il a remplacé un prêtre déplacé de sa paroisse en raison d’affaires de pédophilie remontant aux années 1980 et 1990. Son évêque est plus préoccupé par le risque de devoir payer des centaines de milliers de dollars de compensation aux victimes, que par la douleur qui leur a été causée. Il lance une véritable croisade anti-pédophilie, visant entre autres à rendre illégal le tourisme sexuel.

- Dieudonné, médecin qui soigne parfois Petites Cendres pour des problèmes de peau et qui est un de ses clients au saloon Porte du Baiser. D'origine haïtienne, il a été un des premiers étudiants en médecine noir de son université et a dû faire face à un fort racisme. Il a consacré sa vie à soigner les plus pauvres et les plus démunis de l’île, préférant sauver des vies à faire de l’argent. Yinn a créé pour lui une clinique au sein des Jardins des Acacias, où il peut soigner les malades atteints du sida.

- La docteure Lorraine travaille avec Dieudonné. Elle a été elle-même contaminée par le sida, probablement à travers une coupure quand elle soignait un patient. Elle va se rendre en Afrique du Sud pour en ramener de jeunes enfants orphelins, désormais élevés par leurs grands-parents, pour les installer aux Jardins.

- Mabel, femme noire d’un certain âge, propriétaire de la maison de chambres où séjourne Petites Cendres. Elle vend aussi des fleurs et des boissons au gingembre sur la plage et s’y déplace toujours accompagnée de ses deux perroquets apprivoisés, Jerry et Merlin. Un jour alors qu’elle assiste à un des défilés périodiques du saloon destinés à attirer les clients, un tireur envoie une balle de petit calibre sur le groupe. Merlin est tué et la robe d’Herman est déchirée. Elle réapparaît au début du tome 9 alors qu’elle marche en compagnie de Petites Cendres et de Robbie en direction de la plage des Pélicans, en hommage à Angel.